# Arbeitsgemeinschaft Unabhängiger Friedensinitiativen Österreichs
Bei der „Arbeitsgemeinschaft Unabhängiger Friedensinitiativen“ (ARGE UFI) handelte es sich um die aktivste auf der Basis des 1980 in England erarbeiteten END-Appells („European Nuclear Disarmament“ – Bewegung für europäische atomare Abrüstung) arbeitende österreichische Unterstützergruppe. Sie existierte zwischen 1982 und 1989 – in einer Zeit, als Europa noch durch die Blockgrenze geteilt war und von den USA und der Sowjetunion militärisch und politisch dominiert wurde.
Durch die kaum vorhandene Struktur und die – trotz der zahlenmäßigen Kleinheit – sehr große Heterogenität ließ sich die ARGE UFI kaum „politisch schubladisieren“. In einer Selbstdarstellung, die sich in den „Mitteilungen der Friedensinitiative Unterland“ für die Teilnehmer eines internationalen Friedenscamps anlässlich der KSZE-Nachfolgekonferenz in Wien Anfang November 1986 befindet, stellte sich die ARGE UFI folgendermaßen vor:
„Die Arbeitsgemeinschaft Unabhängiger Friedensinitiativen (UFI) wurde am 18 April 1982 in Innsbruck auf Initiative der UFI Wien (die aus der Aktionseinheit für den Friedensmarsch vom 27. Juni 1981 hervorgegangen ist) und Friedensbewegter aus Westösterreich gegründet. Sie besteht aus Gruppen und Einzelpersonen in ganz Österreich, unabhängig von Blöcken und Parteien. Grundsatzdokument ist der END (European Nuclear Disarmament)-Appell, der die Menschen auffordert, ‚nicht gegenüber dem Osten oder Westen, sondern untereinander loyal‘ zu sein. In der UFI arbeiten Grünalternative (AKW-Gegner, Umweltbewegte), Gewaltfreie (Wehrdienstverweigerer und Antimilitaristen, christlich motivierte Pazifisten), und unabhängige Linke (ehemalige KPÖ-Mitglieder, die diese Partei 1968 aus Protest gegen den Einmarsch in Prag verlassen haben, ‚Eurokommunisten‘, undogmatische Sozialisten u. a.) zusammen.“

## Die UFI Wien
Die Entstehungsgeschichte der UFI Wien geht auf den sogenannten „Langen Marsch für den Frieden“ zurück, der am 27. Juni 1981 in Wien stattfand (Westbahnhof – Heldenplatz – Stephansplatz – Arenawiese) und an dem rund 5.000 Menschen teilnahmen. Der Heldenplatz wurde dabei in „Friedensplatz“ umbenannt und auf dem Stephansplatz wurde ein Atombombenangriff simuliert, bei dem sich die Demonstranten für zwei Minuten auf den Boden legten, um so der Opfer zu gedenken. Die fünf Hauptforderungen des Marsches waren:
Für ein atomwaffenfreies und entmilitarisiertes Europa – vom Atlantik bis zum Ural; Für das Recht eines jeden Volkes auf Freiheit, Unabhängigkeit und Selbstbestimmung; Umstellung der Rüstungsindustrie – auf zivile und sozial nützliche Güter; Völliger Verzicht auf die „zivile“ Nutzung der Atomenergie; Gegen weitere Militarisierung unserer Gesellschaft.
Der Aufruf wurde vor allem von Gruppen aus dem Anti-AKW-Bereich (z. B. Initiative Österreichischer Atomkraftwerksgegner, Initiative Gewerkschafter gegen AKW), aus dem christlichen Bereich (z. B. Katholische Arbeiterjugend, Evangelische Studentengemeinde, Initiative Friedensarbeit in der Katholischen Hochschulgemeinde), aus dem pazifistisch-antimilitaristischen Bereich (Arbeitsgemeinschaft für Zivildienst, Versöhnungsbund) und der unabhängigen Linken (z. B. Gewerkschaftliche Einheit, Bewegung für Sozialismus) getragen. Ein Teil dieser Aktionseinheit nannte sich „Friedensmarschkomitee 81“ und organisierte u. a. vom 16.–18. Oktober 1981 ein „Seminar für Abrüstung und Frieden“ mit einer Podiumsdiskussion (Teilnehmer: der Publizist Paul Blau, der Eisenbahnergewerkschafter Fritz Prechtl, der Ökonom Kurt Rothschild und der deutsche Grüne Dieter Burgmann) und einem Fest „Künstler gegen den Krieg“ mit Otto Tausig und der Politrock-Gruppe „Die Schmetterlinge“ im Auditorium maximum der Technischen Universität.
Weitgehende Übereinstimmung herrschte innerhalb der UFI in der Frage der Verantwortlichkeit von USA und UdSSR für das Wettrüsten und der Forderung nach Auflösung der Militärblöcke – einem zentralen Anliegen des „END-Appells“. Aus dieser inhaltlichen Orientierung ergab sich ein Gegensatz zur – damals noch strikt moskautreuen – KPÖ, die dank ihrer organisatorischen und finanziellen Stärke die meisten österreichweiten Friedensplena zahlenmäßig dominierte. Die UFI rief etwa mit einem eigenen Flugblatt zu der von unabhängigen linken Gruppen getragenen Demonstration gegen das Kriegsrecht in Polen am 30. Januar 1982 auf. Man könnte die Zeit von Herbst 1981 bis etwa Mitte 1983 als die „konfrontative Phase“ der UFI bezeichnen, die von einer „eigenständig-international orientierten Phase“ (Mitte 1983 bis etwa 1988) abgelöst wurde, in der die Auseinandersetzung mit der KPÖ eine immer geringere Rolle spielte und vor allem Projekte und Aktivitäten zusammen mit Friedensgruppen aus anderen Ländern durchgeführt wurden.
Von der Zeitschrift der UFI, dem „Friedensinfo“, erschienen zwischen Februar 1982 und November 1984 insgesamt 10 Nummern, wobei die Redaktion Anfang 1983 von Wien nach Innsbruck verlegt wurde. (Die Vorarlberger UFI-Gruppe hatte eine eigene Zeitschrift, ebenso das schon seit 1976 bestehende „Begegnungszentrum für aktive Gewaltlosigkeit“ in Bad Ischl, und das „Villacher Friedenskomitee“ gründete 1986 die Zeitschrift „alpe-adria“. Die beiden letzteren bestanden auch nach dem „Einschlafen“ der ARGE UFI weiter). Die Struktur der UFI in Wien – Arbeitskreise, Plena und ein Koordinationsausschuss – funktionierte nur kurze Zeit zu Beginn des Jahres 1982. Mit dem Einpendeln auf einen „harten Kern“ von 10 bis 15 Personen genügten einigermaßen regelmäßige Treffen. Aufgrund des losen Initiativ-Charakters (die UFI Wien war nie ein Verein) wurden nie Sprecher gewählt, das Auftreten nach außen war keinen Regeln unterworfen. In der ersten Nummer des „Friedensinfo“ beschrieb sich die UFI selbst als „ziemlich ‚bunt zusammengewürfelter Haufen‘ politischer Organisationen und Einzelpersonen“.

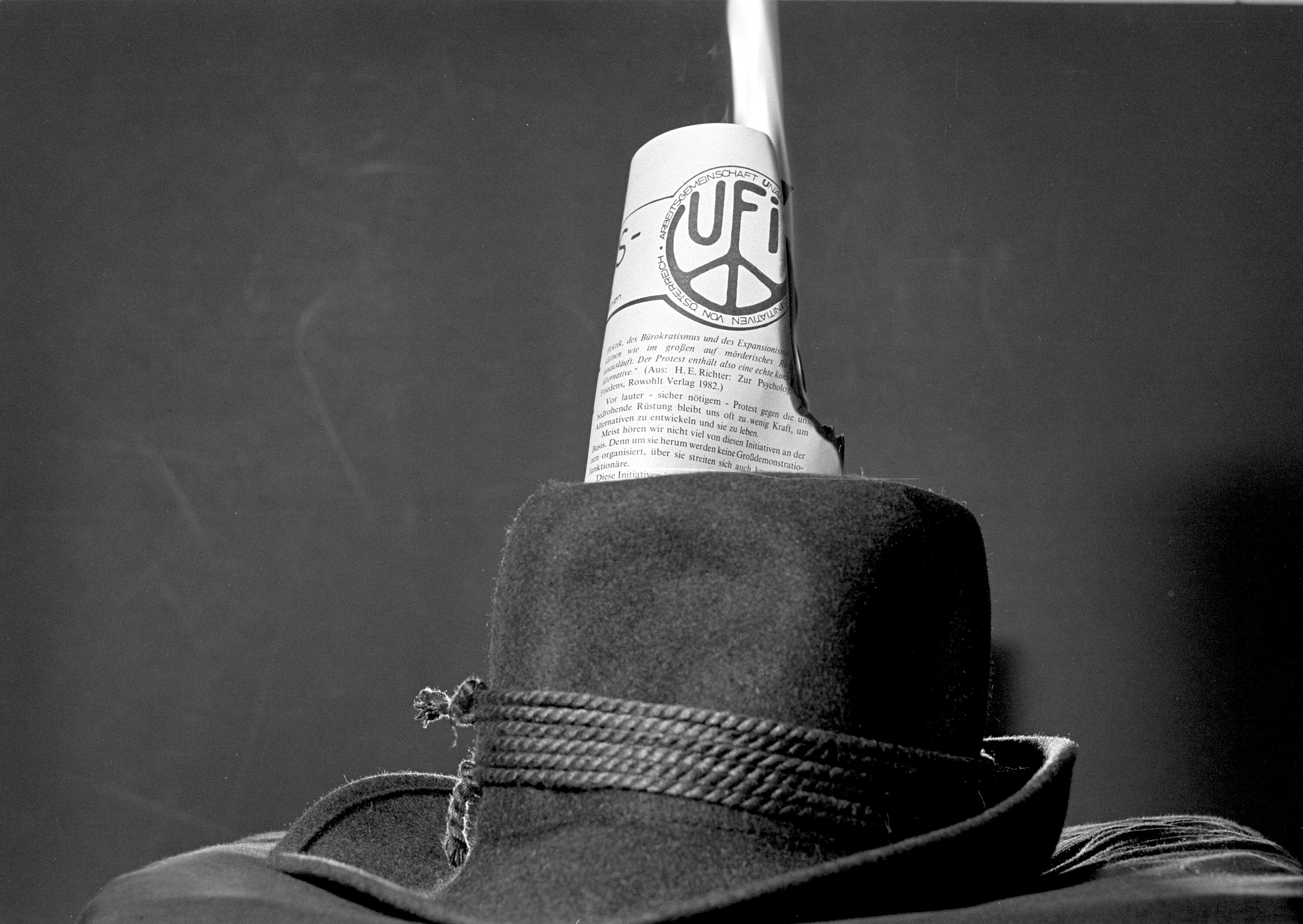
Werbeidee Der Hut brennt (nie verwendet)

## Die „konfrontative Phase“ der UFI (Ende 1981 bis Mitte 1983)
Bei der Vorbereitung der großen gesamtösterreichischen Friedensdemonstration des 15. Mai 1982 in Wien – Motto: „Den Atomkrieg verhindern! Abrüsten!“ – war das „Friedensmarschkomitee 81“ (bzw. die UFI, wie sie sich seit Anfang 1982 nannte) von Anfang an mitbeteiligt und auch im Koordinationsausschuss vertreten. Die Dominanz der KPÖ-Strömung wurde jedoch – obwohl die Plattform unterstützt wurde – auch öffentlich aufgezeigt, vor allem in einer vierseitigen Sondernummer des „Friedensinfo“, die am 15. Mai 1982 bei der bundesweiten Friedensdemonstration in Wien, an der rund 70.000 Menschen teilnahmen, verteilt wurde.
Der Schwerpunkt der Tätigkeit der UFI Wien lag in dieser Zeit beim Knüpfen von Kontakten zu Initiativen in den Bundesländern und in der Vorbereitung des Seminars „Friedensbewegung und Menschenrechtsbewegung“.
Der Schritt zur Gründung der ARGE UFI (Arbeitsgemeinschaft Unabhängiger Friedensinitiativen Österreichs) wurde gesetzt, weil es auch in Friedensgruppen anderer Bundesländer Konflikte mit KPÖ-Vereinnahmungsversuchen gegeben hatte. Außerdem führten noch bestehende österreichweite Kontakte zwischen ehemaligen Aktivisten der Bewegung gegen das Kernkraftwerk Zwentendorf dazu, dass sich UFI-Unterstützer in ganz Österreich fanden. Am 17./18. April 1982 kam es in Innsbruck zur Gründung der ARGE UFI, ein zweites Treffen fand am 19./20. Juni 1982 in Linz statt. In Innsbruck waren 24 Personen aus den Bundesländern Tirol, Vorarlberg, Wien und Salzburg anwesend (in Linz auch aus der Steiermark und Oberösterreich). Es wurde ein Aufruf „Gegen die Kriegsvorbereitungen der Supermächte! Abrüsten in Ost und West!“ zur Mobilisierung für den 15. Mai beschlossen.
Die Gruppen und Initiativen, die sich mit der UFI Wien zu einem losen Zusammenschluss namens ARGE UFI verbanden, waren u. a. die Innsbrucker „Friedensinitiative für Blockfreiheit und Zusammenarbeit mit der Dritten Welt“ rund um Teile der Redaktion der links-alternativen „Stattzeitung Rotes Dachl“, der Innsbrucker Verein „VETO – Arbeitskreis für Frieden und Umwelt“, die Friedensinitiativen Feldkirch und Unterland (die sich in UFI Vorarlberg umbenannten), das pazifistisch-alternative „Begegnungszentrum für aktive Gewaltlosigkeit“ aus Bad Ischl (Oberösterreich), das „Villacher Friedenskomitee“ aus Kärnten und die „Frauen für den Frieden Graz“ (auf Initiative von Barbara Kasper entstand 1982 auch eine UFI Graz, der auch Männer aus dem AL- und VSStÖ-Spektrum angehörten). Zu den Einzelpersonen, die sich bei der ARGE UFI engagierten, gehörten z. B. Arno Truger vom Friedensforschungsinstitut Stadtschlaining (Burgenland), Wolfgang Schmidt vom linken Flügel der AL (Alternative Liste) aus Salzburg und – zeitweise – der Politologe Andreas Maislinger, der zur Zeit der Gründung der ARGE UFI beim Österreichischen Zweig des Internationalen Versöhnungsbunds in Wien Zivildienst leistete und 1992 den Österreichischen Gedenkdienst gründete.
Auch die ARGE UFI Österreichs besaß keine fixe Organisationsstruktur und keine gewählten Vorsitzenden oder Sprecher. In Wien, Vorarlberg, Tirol und zeitweise in Graz gab es Gruppen, die sich UFI nannten, das „Begegnungszentrum“ Bad Ischl und das „Villacher Friedenskomitee“ traten meist unter ihrem Namen auf und nur gelegentlich (bei österreichweiten oder internationalen Anlässen) im Rahmen der ARGE UFI. Die UFI Innsbruck hatte 1983/84 etwa 30 Aktivisten (neben den oben erwähnten Gruppen waren auch Mitglieder der lokalen ARGE Zivildienst und des Versöhnungsbunds dabei), die UFI Vorarlberg war praktisch die einzige Landesfriedensinitiative (also die organisatorische Struktur der Friedensbewegung in ihrem Bundesland eindeutig dominierend).
Die Haupt-Aktivität der ARGE UFI im Jahr 1982 war die Veranstaltung des Seminars „Friedensbewegung und Menschenrechtsbewegung – zwei Seiten einer Medaille?“ am 7. August 1982 im Internationalen Kulturzentrum (IKZ) in der Annagasse im 1. Bezirk Wiens (ca. 50 Teilnehmer), mit einer anschließenden Podiumsdiskussion in der Volkshochschule Stöbergasse (ca. 500 Teilnehmer). Die Veranstaltung wurde auch in einer Broschüre dokumentiert, die vom Berliner „Verlag Europäische Perspektiven GmbH“ herausgegeben wurde.
Die ursprüngliche Idee dahinter war, ein geplantes „Vienna Peace Festival“ der ÖH (Österreichische Hochschülerschaft) im August 1982 zu nutzen, um mit den Teilnehmern einiger internationaler Friedensmärsche einen „Ost-West-Basisdialog“ zu führen, der auch „Vertreter der sowjetischen Bürgerrechts-, Helsinki- und Nationalitätenkomitees, der Charta 77, der unabhängigen Gewerkschaftsbewegung Solidarność, der DDR-Friedensbewegung ‚Schwerter zu Pflugscharen‘ und der ungarischen Basiskirche“ umfassen sollte.
Der Dialog wurde jedoch, da den angesprochenen Gruppen eine Ausreise aus ihren damals realsozialistischen Ländern nicht möglich war, zu einem zwischen der westlichen unabhängigen Friedensbewegung und exilierten Vertretern osteuropäischer Oppositionsbewegungen. Auch nach der (finanziell bedingten) Absage des „Vienna Peace Festival“ kamen Friedensmärsche aus Skandinavien (über die UdSSR), aus Deutschland, aus London und vom Balkan nach Wien, daher wurde der Dialog in etwas kleinerem Rahmen als ursprünglich vorgesehen organisiert.
Unter den Teilnehmern des Seminars im IKZ befanden sich von westlicher Seite u. a. Hildegard Goss-Mayr (Internationaler Versöhnungsbund), Robert Jungk (Zukunftsforscher), Hilde Koplenig (Historikerin und ehemaliges KPÖ-Mitglied), Sophie Scheffler-Goll (Frauenfriedensmarsch Berlin-Wien), Franz Schneider (Vorsitzender der österreichischen Sektion von „Amnesty International“) sowie Edward und Dorothy Thompson (European Nuclear Disarmament, Großbritannien), von der emigrierten osteuropäischen Opposition u. a. Algis Klimaitis (Litauen, Herausgeber der in Wien erscheinenden „Osteuropa-Nachrichten“), Zdeněk Mlynář („Charta 77“, Wien), Jewgenij Nikolajew (sowjetische unabhängige Gewerkschaften), Krzysztof Podolczynski und Mieczyslaw Tarnowski (beide „Solidarność“, damals in Zürich) und Michail Voslensky (Sowjetunionforscher, seit 1972 im Westen, Autor des Buches „Nomenklatura, die herrschende Klasse der Sowjetunion“). Ferenc Köszegi von der neu entstehenden Friedensgruppe „Dialog“ aus Ungarn hatte eine schriftliche Botschaft geschickt. Die Diskussion leitete der Publizist Georg Breuer (UFI Wien), der schon in den 60er-Jahren in der österreichischen Ostermarschbewegung eine wichtige Rolle gespielt hatte.
Eine der Anregungen, die zur Abhaltung dieses Seminars führten, war ein Brief von „Charta 77“ an die westlichen Friedensbewegungen vom 15. November 1981. Die Diskussion beim Seminar ging um zwei Hauptreferate: Zdenek Mlynar sprach über die friedliche Überwindung der Blöcke und den Sowjetblock, Edward P. Thompson über das Verhältnis von Friedensbewegung und Menschenrechtsbewegung. Sowohl im Seminar als auch in der streckenweise sehr heftig geführten Podiums- und Publikumsdiskussion wurden die Fragen, wer mit wem in Osteuropa sprechen solle (Robert Jungk plädierte dafür, auch zu versuchen, „Offizielle“ zu beeinflussen), wie eine „österreichische Lösung für Europa“ (von Thompson propagiert, verstanden als Abzug der US-amerikanischen und sowjetischen Truppen) aussehen könne, wie sehr Menschenrechte zum Hauptthema gemacht werden sollten (Thompson gab zu, die Friedensbewegung könne sich nicht „um jeden einzelnen Fall kümmern“) und ob es sich bei Kritik an der Politik der Regime in Osteuropa um „Kalten Krieg“ handle, kontrovers diskutiert.
Mit dem Seminar in Wien war es der ARGE UFI gelungen, erstmals Vertreter der westlichen Friedens- und der osteuropäischen Menschenrechtsbewegung zu einem Dialog zusammenzubringen und damit eine Pionierarbeit in Sachen „Ost-West-Dialog“ zu leisten.
Weitere Aktivitäten der UFI Wien in dieser Zeit waren ein Aktionsmarsch durch die Wiener Innenstadt am 12. Dezember 1982 anlässlich der Jahrestage des „NATO-Doppelbeschlusses“ und der Verhängung des Kriegsrechts in Polen, der Mit-Aufruf und die Beteiligung an der von mehreren Gruppen veranstalteten Demonstration gegen das vom damaligen Finanzminister vorgeschlagene Projekt „Soldaten auf Zeit“ am 16. April 1983 und (gemeinsam mit anderen, vorwiegend alternativen Gruppen) ein „Friedens-Happening“ mit symbolischer Zerstörung von (Papp-)Raketen am 20. Juni 1983. An dieser Aktion nahm auch István Szent-Iványi von der unabhängigen ungarischen „Dialog“-Gruppe teil, der sich zu diesem Zeitpunkt gerade in Wien befand (und Jahre später Staatssekretär im Außenministerium sowie ab 2004 Europaparlamentsabgeordneter werden sollte). Diskussionen zu Themen wie „Alternative Verteidigungskonzepte“, „Friedensbewegung und Alternativbewegung“ und „Frieden und Dritte Welt“ fanden im April 1983 statt.
Der „Friedensappell der österreichischen Bischöfe“ vom April 1983 wurde in einer Sondernummer des „Friedensinfo“, das beim Besuch von Papst Johannes Paul II. im September 1983 in Wien verteilt wurde, abgedruckt und als „positives Signal“ bezeichnet, jedoch mit Kritik an einzelnen Punkten (z. B. dass die Militarisierung in Österreich nicht erwähnt wird).

## Die „eigenständig-international orientierte Phase“ der ARGE UFI (Mitte 1983 bis ca. 1988)
Ungefähr ab Mitte 1983 änderte sich die Politik der ARGE UFI: die Kritik an der Politik der Sowjetunion war nicht mehr ein primäres Anliegen der UFI Wien, sondern nur noch eines von mehreren. Eine österreichweite Vernetzung war gelungen, und die zunehmende KPÖ-Dominanz in den „offiziellen“ Strukturen der „Österreichischen Friedensbewegung“ (so deren selbst gewählte Bezeichnung) bewirkte, dass auch Gruppen, die der ARGE UFI weniger nahe standen, Kritik daran zu üben begannen. Die ARGE UFI konzentrierte sich zunehmend auf eigenständige Aktivitäten, die sie – wenn vom Plenum der „ÖFB“ abgelehnt – gemeinsam mit ähnlich gesinnten Gruppen durchführte.
Eine dieser Aktivitäten war die Menschenkette zwischen den Botschaften von USA und UdSSR am Vormittag des 22. Oktober 1983. Im Sommer 1983 hatten Grazer Gruppen (Alternative Liste, Bewegung gegen den Krieg, Frauen für den Frieden, VSStÖ, UFI und ÖH) in einem Brief an alle Gruppen der österreichischen Friedensbewegung vorgeschlagen, an Stelle eines Sternmarsches eine Menschenkette zwischen den Botschaften der USA und der UdSSR zu bilden, weil eine „einfache Wiederholung der Demonstration vom 15. Mai des Vorjahres wenig sinnvoll“ und eine „eher langweilige und lähmende Sache“ sei. Dieser Vorschlag wurde am 28. August 1983 beim Plenum der „Österreichischen Friedensbewegung“ im Albert-Schweitzer-Haus (Wien) diskutiert. Obwohl sich Vertreter von ÖH Graz, Frauen für den Frieden Graz, AL Bad Ischl, Friedensinitiative Vorarlberg und AL Niederösterreich dafür einsetzten, sprachen sich schließlich „mehr als zwei Drittel der Anwesenden gegen eine Menschenkette aus“.
Daraufhin trafen einander am 14. September 1983 in Wien eine Reihe unabhängiger Initiativen zur Vorbereitung der Menschenkette, weil sie diese dennoch als ergänzende Veranstaltung abhalten wollten. Sie betonten in einer Pressekonferenz am 5. Oktober 1983 ausdrücklich, dass die Menschenkette keine Konkurrenzveranstaltung zur Demonstration mit dem Motto „Entrüstet Euch! Keine neuen Atomraketen! Für ein atomwaffenfreies Europa!“ sei.
Zur Bildung der Menschenkette riefen 57 Gruppen auf, von denen ein Großteil auch die Plattform für die (anschließende) zweite große gesamtösterreichische Friedensdemonstration unterzeichnet hatte. Die Forderungen – Miteinander den Frieden sichern, den Rüstungswettlauf stoppen, Abrüstung durchsetzen, die Menschenrechte verwirklichen, Feindbilder abbauen – waren bewusst allgemein gehalten, um keine „Gegen-Plattform“ zu bilden. Rund 5.000 Menschen beteiligten sich an der Kette, die um 12:30 Uhr geschlossen wurde. Nicht im Sinne der Organisatoren war, dass bei der Medienberichterstattung über das Ereignis vor allem Helmut Zilk (damals SPÖ-Unterrichtsminister) und Othmar Karas (damals ÖVP-Nationalratsabgeordneter) Hand in Hand auf dem Stephansplatz gezeigt wurden und der Besuch von Barbara Kasper (Frauen für den Frieden Graz) und Elisabeth Schwarz (Wiener Organisation gegen Atomkraftwerke) in der sowjetischen Botschaft verschwiegen wurde, während über den Empfang der Delegation bei US-Botschafterin Helene von Damm sehr wohl berichtet wurde.
Die erfolgreiche Durchführung der Menschenkette (trotz der geringen Teilnehmerzahl verglichen mit den 70.000 bis 100.000 Menschen bei der anschließenden Demonstration) hatte jedoch zur Erkenntnis beigetragen, trotz Gegenpropaganda der KPÖ große Friedensaktionen durchführen zu können.
Die nächste derartige Aktivität war die Kampagne für den sogenannten „Villacher Vorschlag“ für eine atomwaffenfreie und militärisch verdünnte Zone rund um Österreich (1983–1985). Er hatte folgenden Wortlaut:
„Im grenznahen Raum rund um Österreich soll in Zukunft gelten: Keine Raketen, Flugzeuge oder Geschütze, die auch Atomwaffen befördern können. Keine Lagerung von Atomwaffen oder anderen Massenvernichtungsmitteln (z. B. Giftgas); Keine Truppen der USA, der UdSSR oder anderer fremder Länder; Reduzierung der Truppenstärken und der konventionellen Bewaffnung auf jenes Mindestmaß, das für den Grenzschutz unter guten Nachbarn erforderlich ist; Keine Militärmanöver. (…) Das wäre ein erster Schritt zu einem atomwaffenfreien und friedlichen Europa.“
Die Vorgeschichte: Am 14. April 1983 hatten die UFI Innsbruck, die Versöhnungsbundgruppe Innsbruck und die Hochschülerschaft Innsbruck einen offenen Brief an Tiroler Politiker und an die Regierung geschrieben, in dem sie forderten, sich gegen die in Natz-Schabs bei Brixen (Südtirol) stationierten und auf Nordtirol zielenden taktischen „Lance“-Atomraketen (Reichweite: unter 120 km) zu wehren. Aktivisten der UFI Innsbruck hatten am 4. April 1983 an einem Ostermarsch bei der NATO-Basis Natz-Schabs teilgenommen.

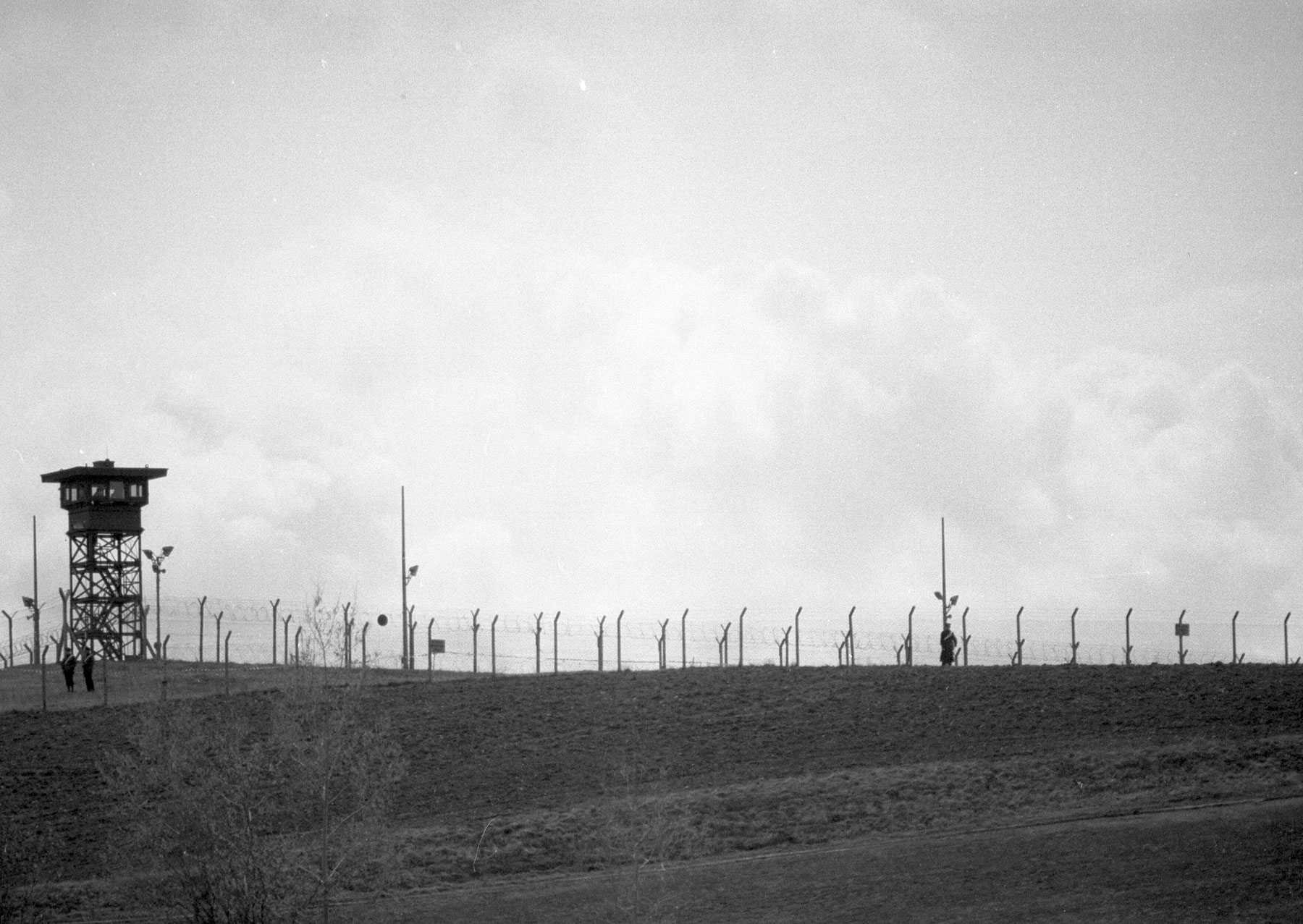
Friedensmarsch NatzSchabs
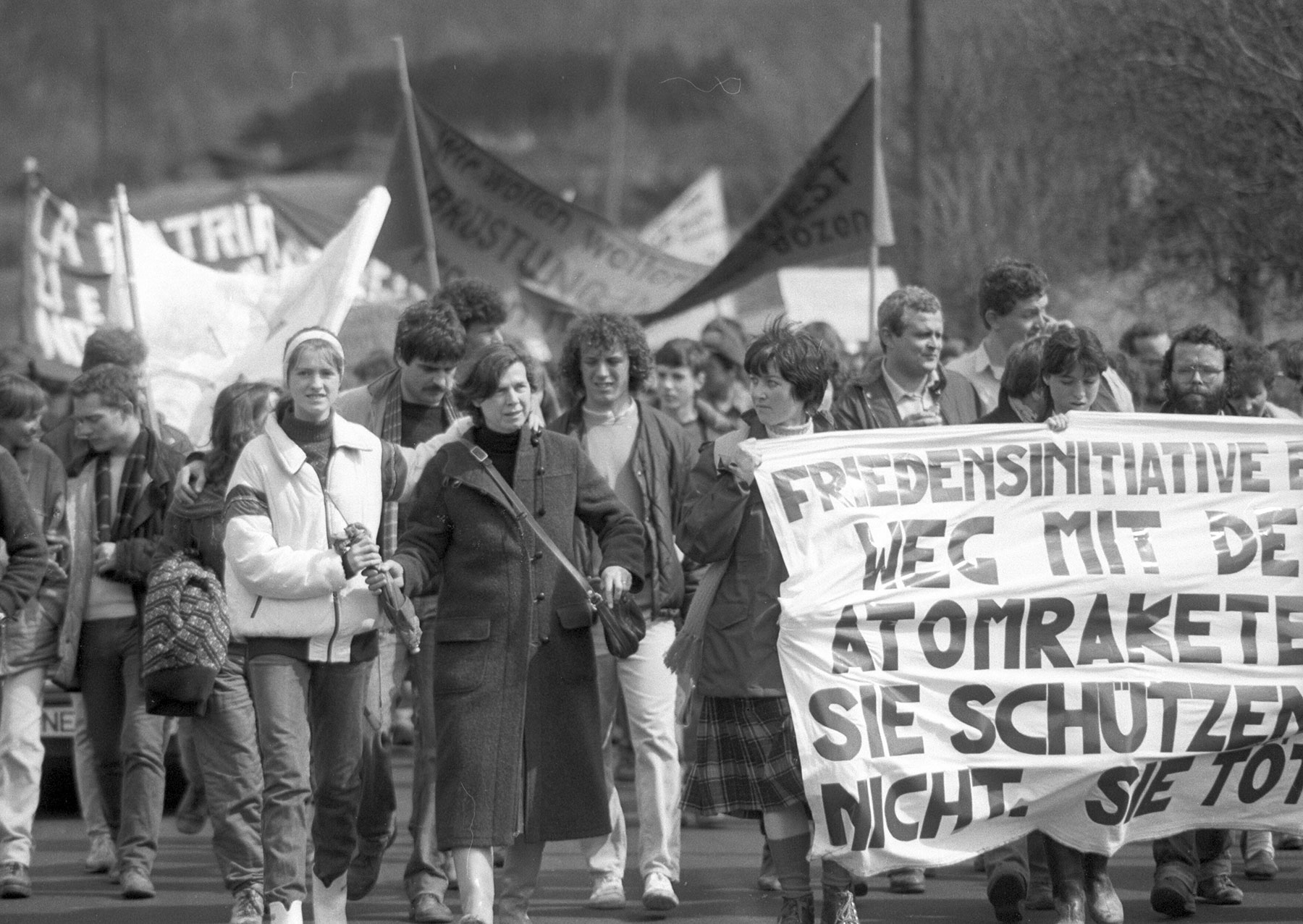
Friedensmarsch NatzSchabs
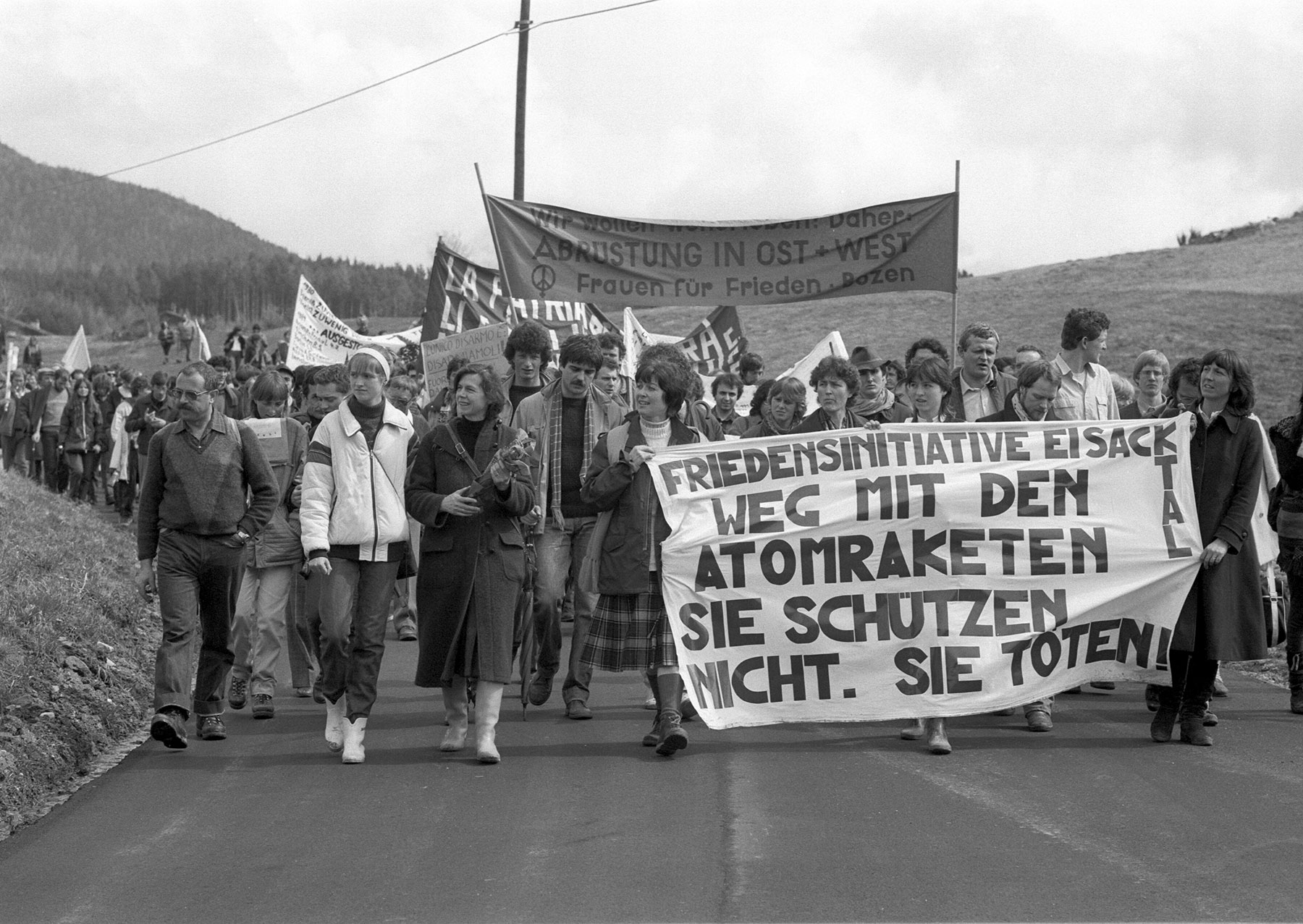
Friedensmarsch NatzSchabs
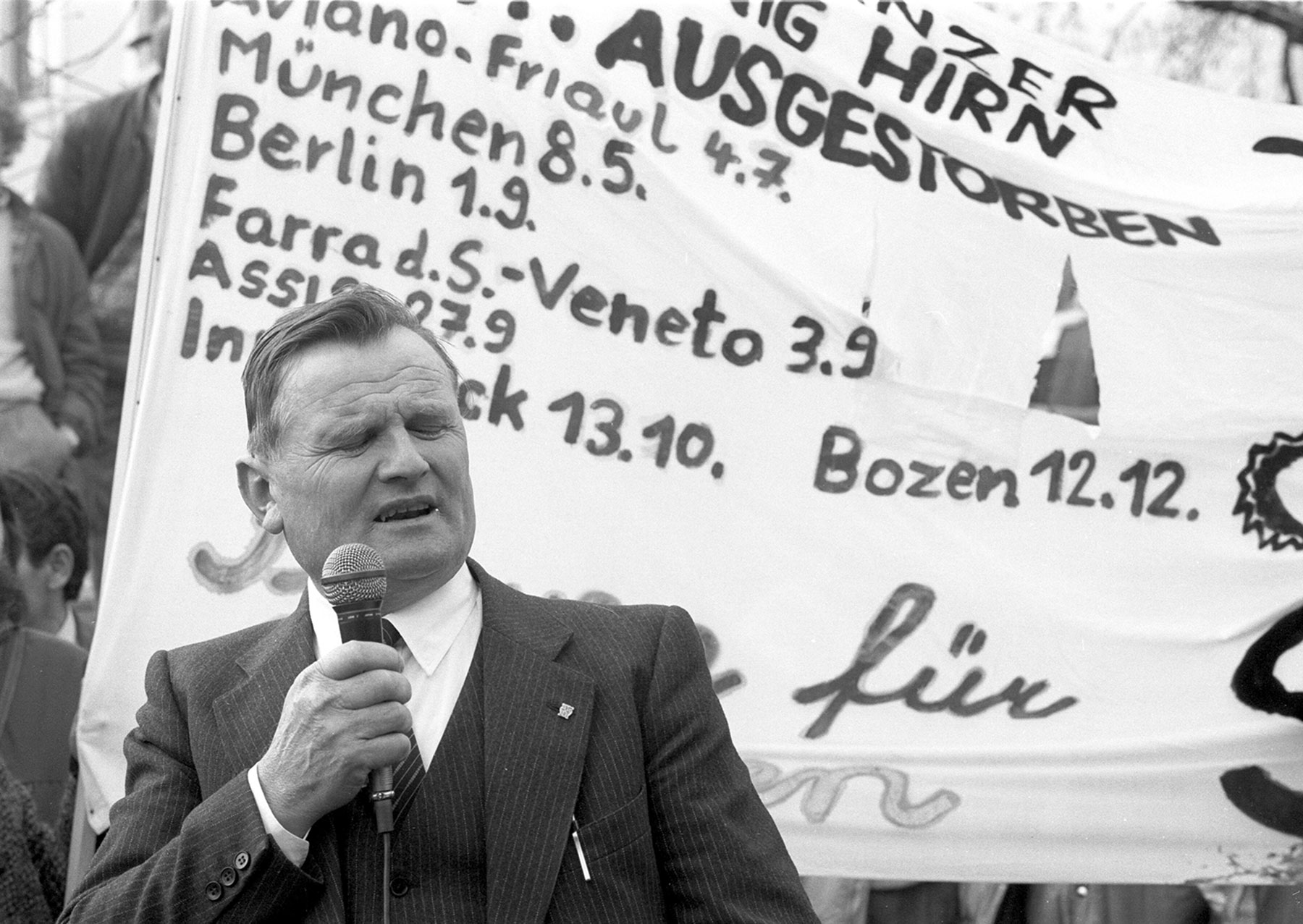
Friedensmarsch NatzSchabs Rede BM
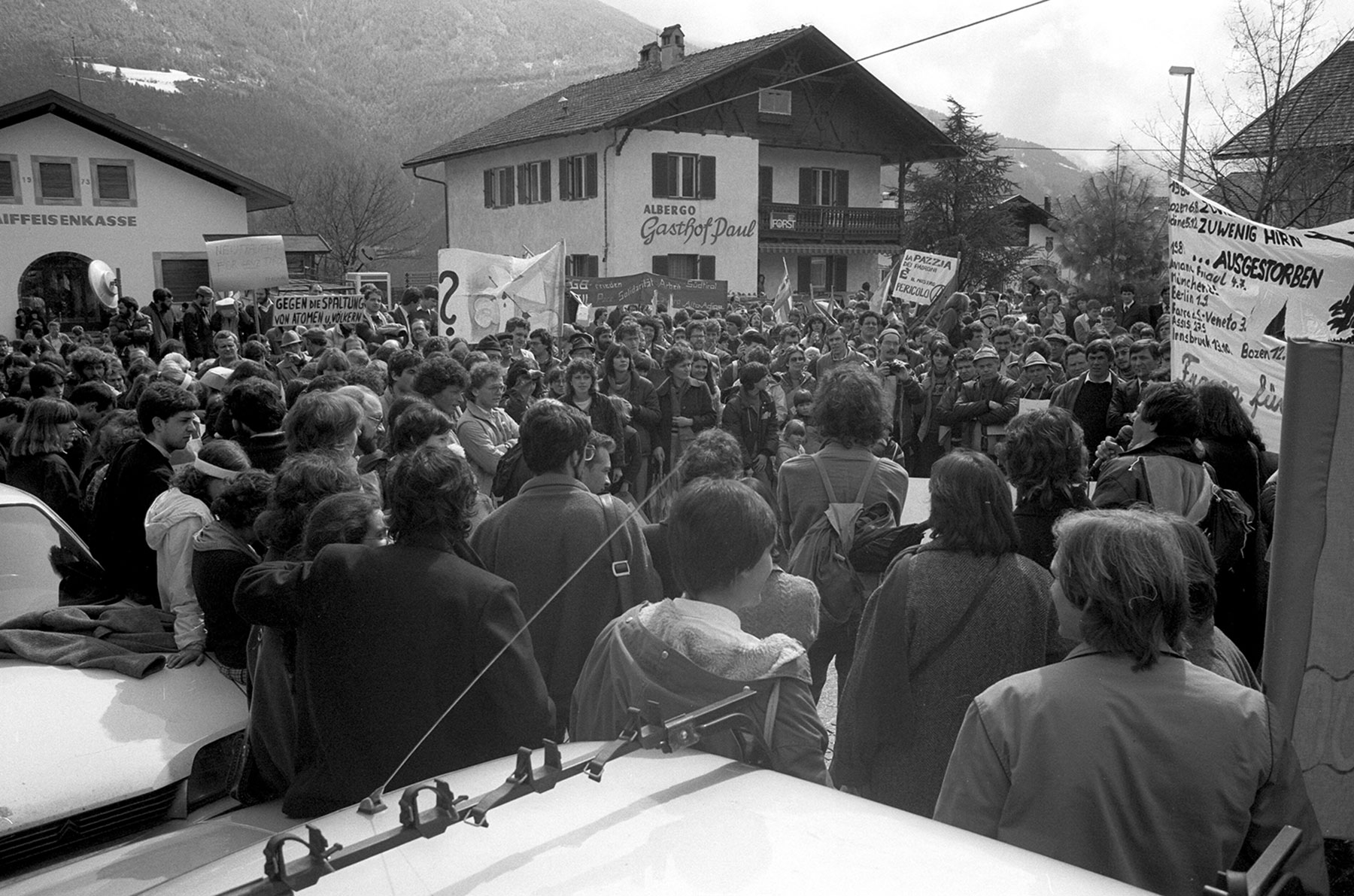
Friedensmarsch NatzSchabs Abschluss
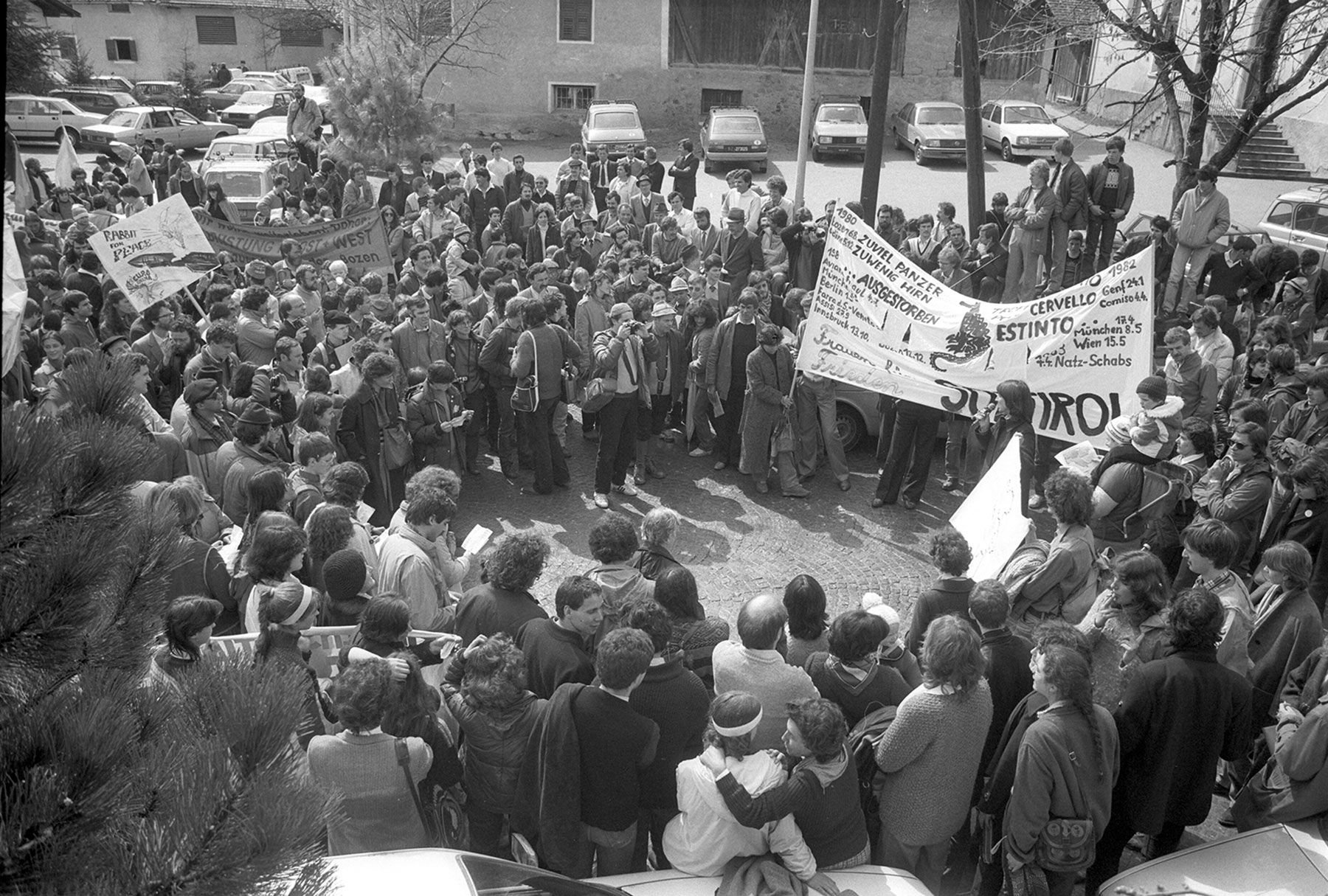
Friedensmarsch NatzSchabs Abschluss

Am 17. Juni schrieben die oben erwähnten Gruppen einen zweiten offenen Brief. Im Sommer 1983 wurde bekannt gegeben, dass die Basis aufgelassen und die Raketen abtransportiert wurden. Wie groß der Anteil der Friedensbewegung an diesem Abzug tatsächlich war, lässt sich schwer sagen, ein Bewusstsein für die Bedrohung an Österreichs Grenzen war jedenfalls geschaffen worden. Zur gleichen Zeit befasste sich das „Villacher Friedenskomitee“ mit den in Friaul-Julisch-Venetien stationierten Waffen und forderte eine atomwaffenfreie Alpe-Adria-Region. Durch die Beschäftigung mit diesem Thema wurden die Villacher Friedensaktivisten auch auf die Tatsache aufmerksam, dass in Ungarn taktische Raketen der Typen „Frog“ und „Scud“ stationiert waren, die – so wie die italienischen – aufgrund ihrer Reichweite nur Ziele im neutralen Österreich und im blockfreien Jugoslawien erreichen können. Daraus entstand der „Villacher Vorschlag“, der neben dem Abzug der Raketen auch eine militärisch verdünnte Zone ohne fremde Truppen in einem Gürtel rund um Österreich fordert.
Dieser Vorschlag war Gegenstand eines Antrags, der von 14 unabhängigen, christlichen und studentischen Gruppen bei einer Konferenz der „Österreichischen Friedensbewegung“ am 28./29. Januar 1984 eingebracht wurde. Er wurde „mit überwältigender Mehrheit“ abgelehnt. Daraufhin gründeten 25 Organisationen aus Wien, Niederösterreich, dem Burgenland, der Steiermark und Kärnten am 25. Februar 1984 eine Arbeitsgemeinschaft für weitere gemeinsame Tätigkeiten.
In der Folge wurde von den Unterstützern des „Villacher Vorschlags“ Lobbying betrieben: er wurde dem damaligen italienischen Ministerpräsidenten Bettino Craxi bei seinem Wien-Besuch am 15. Februar 1984 persönlich überreicht, dem jugoslawischen Ministerpräsidenten Mika Spiljak zugeleitet (dieser ließ mitteilen, dass er der Idee wohlwollend gegenüber stehe), der Internationale Sekretär der SPÖ Peter Jankowitsch, Bundeskanzler Fred Sinowatz und Außenminister Leopold Gratz wurden persönlich im Rahmen von Diskussionen darauf angesprochen, die Friedensräte der CSSR und Ungarns wurden brieflich kontaktiert, der Vorschlag wurde bei der 1. Internationalen Sommerakademie des Friedensforschungsinstituts auf Burg Schlaining am 10. Juli 1984 und in der Radiosendung „Im Brennpunkt“ am 16. November 1985 thematisiert usw.
Die Unterzeichner umfassten sowohl in Österreich ein sehr breites Spektrum – ungefähr das der Menschenketten-Organisatoren, allerdings bis hinein in den SPÖ-Bereich (z. B. NR-Abg. Josef Cap und Personen aus SJ und JG) – als auch eine Reihe ausländischer Unterzeichner, aus den Nachbarländern z. B. die Jugoslawische Friedensliga, die Kommunistische Partei (PCI) aus Südtirol, die italienische linke Europaparlamentsabgeordnete Luciana Castellina, den Schweizerischen Friedensrat, einige Bundestagsabgeordnete der deutschen Grünen und der SPD und den ungarischen Ex-Ministerpräsidenten András Hegedüs. Mehrere Politiker und Wissenschaftler gaben inhaltliche Stellungnahmen dazu ab.
Wenn der „Villacher Vorschlag“ auch letztlich nicht verwirklicht wurde, so brachte er doch einen Impuls in die österreichische Friedensdiskussion und ergänzte ähnliche Konzepte wie den „Palme-Plan“ (ein atomwaffenfreier Korridor auf beiden Seiten der Blockgrenze).
Für die ARGE UFI entwickelten sich aus der Kampagne zahlreiche Aktionen mit Friedensgruppen aus den Nachbarländern. Die wichtigsten davon:
Januar 1984: Veranstaltungen zum Thema „Friedensbewegung in Italien“ in Wien, Graz, Villach und Innsbruck gemeinsam mit der Österreichischen Hochschülerschaft, u. a. mit Irmtraud Mair (Frauen für den Frieden Bozen), Sergio Trevisan (Archivio Disarmo), Giacomo Cagnes (Friedenskomitee CUDIP, Comiso), Luciana Castellina (Nationales Friedenskomitee CNCP) und Martin Köhler (Aktion Sühnezeichen).
21. April 1984: Fahrt von Wien über Wiener Neustadt nach Heiligenkreuz im Lafnitztal (Burgenland) zur ungarischen Grenze als bewusstes Anknüpfen an die Tradition der (von 1963 bis 1968 auch in Österreich alljährlich durchgeführten) „Ostermärsche“.
23. April 1984 (Ostermontag): Österreichisch-italienisch-deutsches Friedensfest bei der Europabrücke in Tirol mit „spontaner“ Menschenkette über die Brücke (ca. 1.000 bis 2.000 Teilnehmer, davon rund 700 aus Italien).

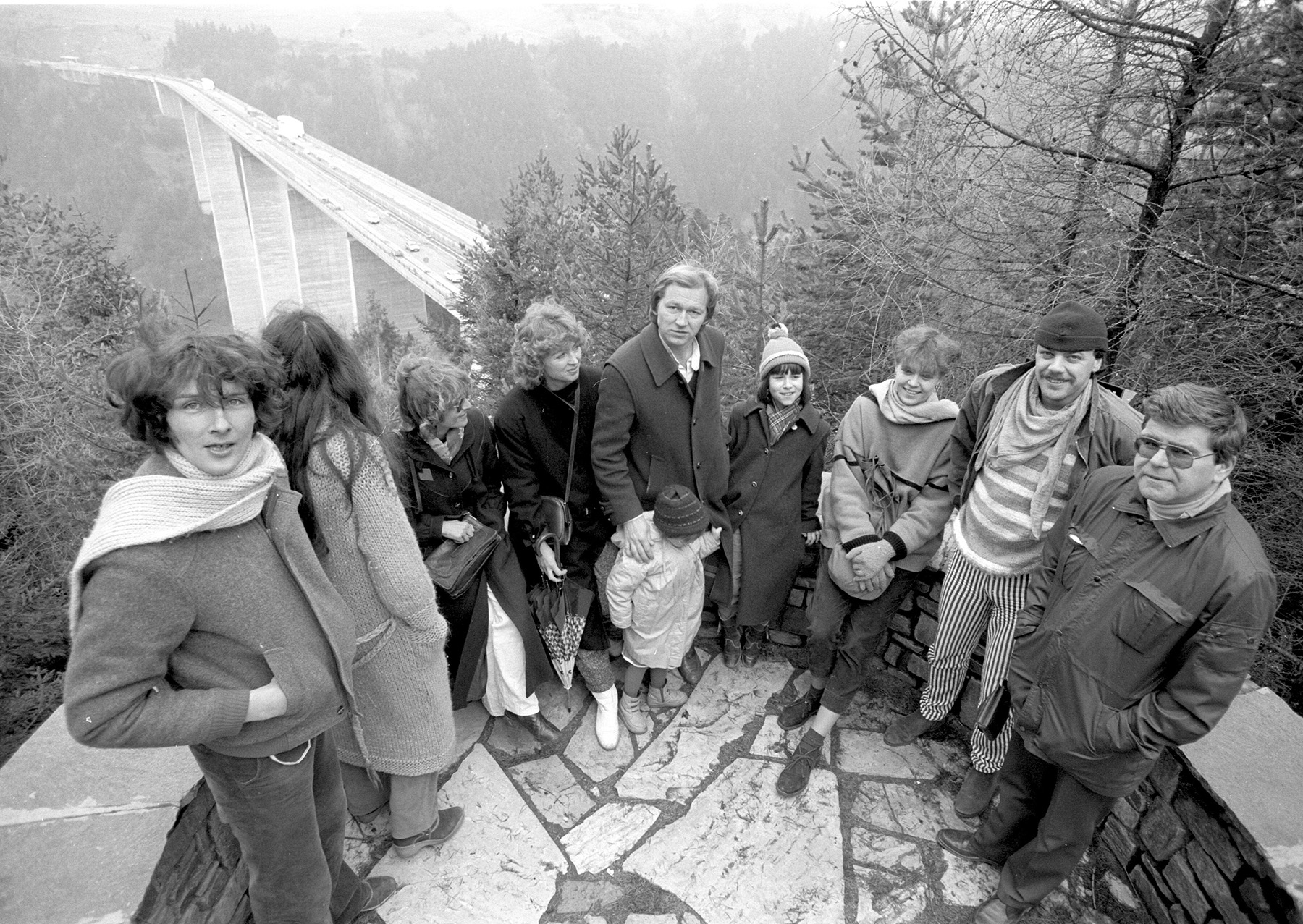
Europabrücke OrgTeam
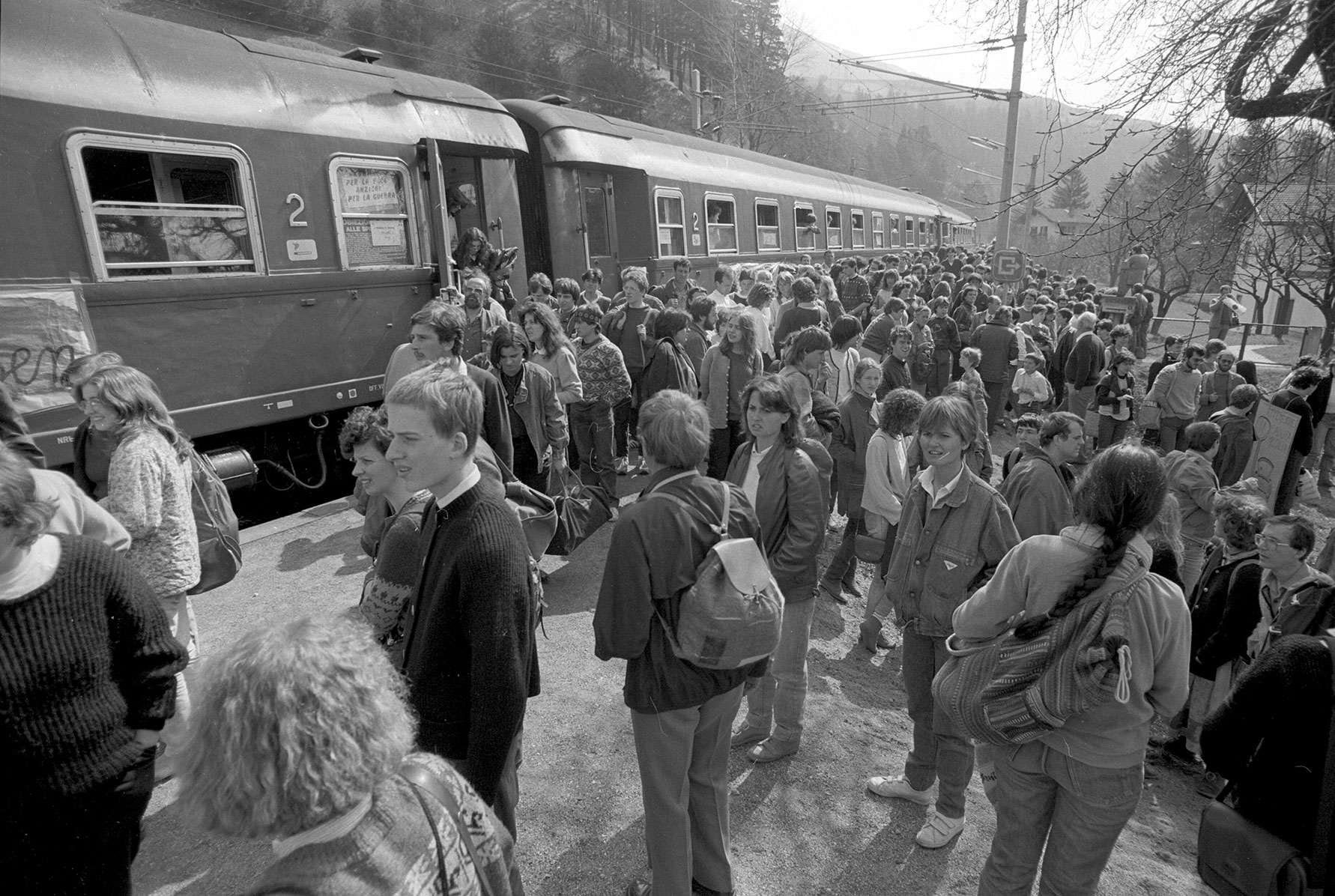
Europabrücke BHF Patsch
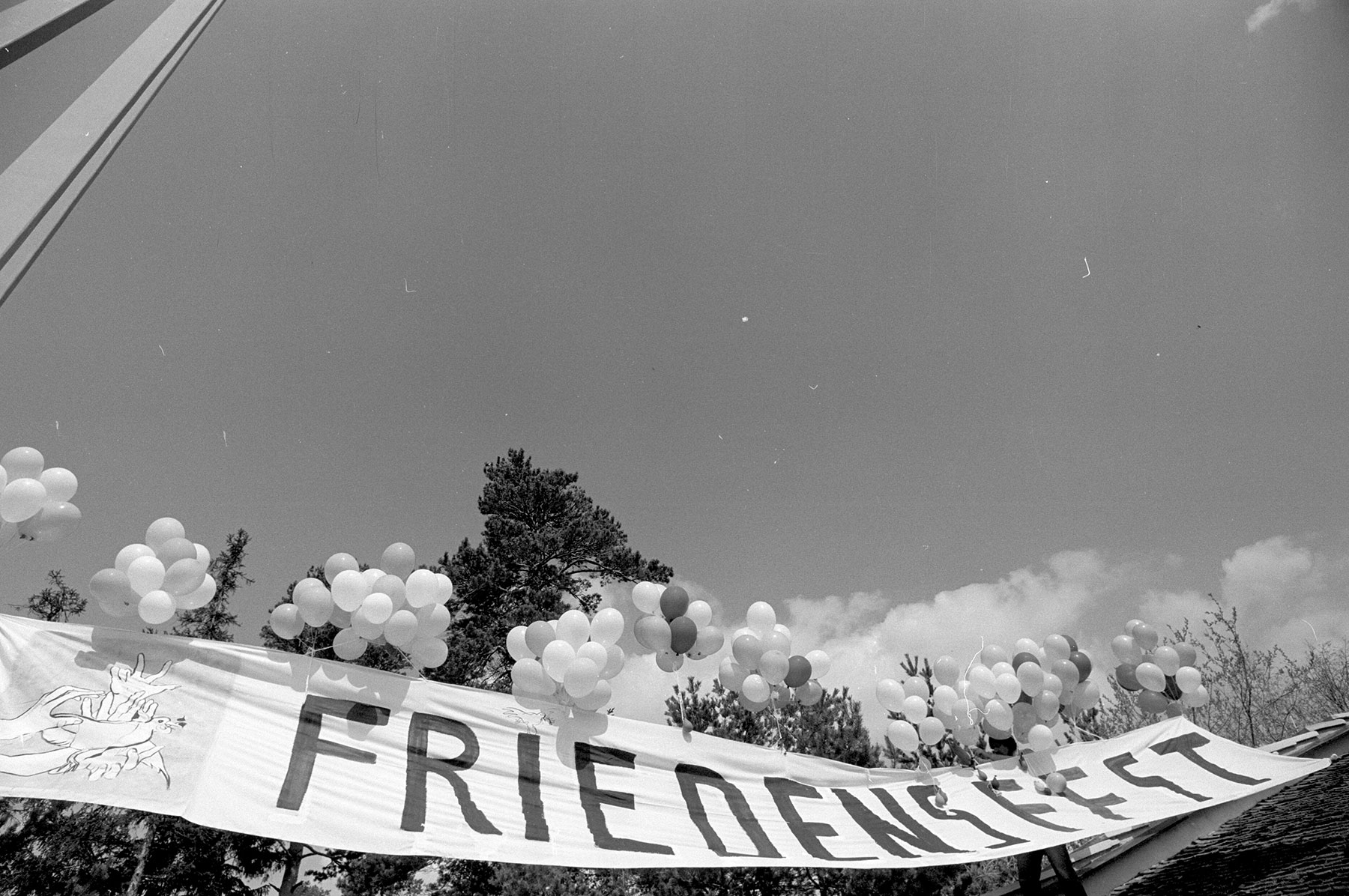
Europabrücke Transparent
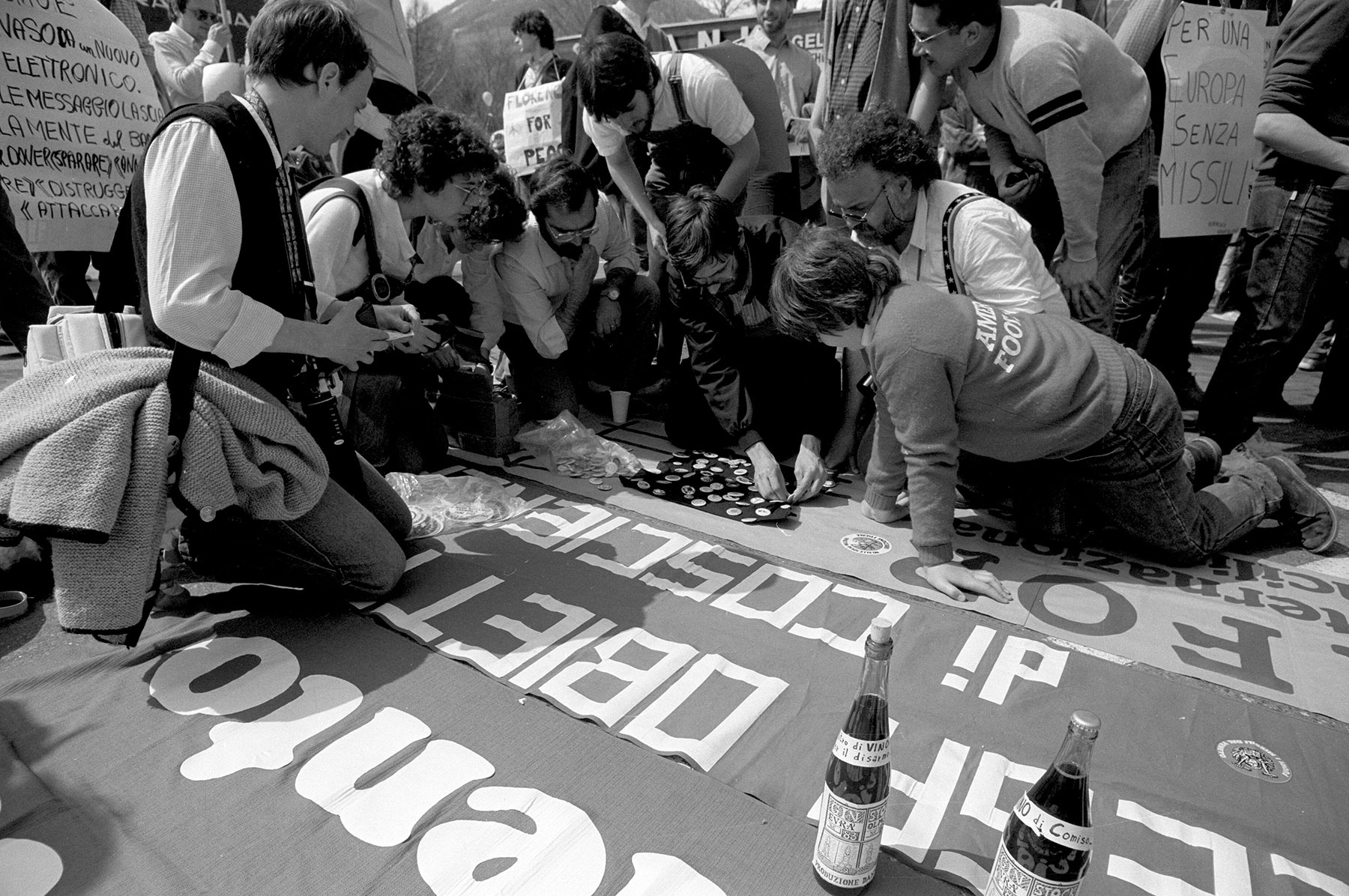
Europabrücke Sticker
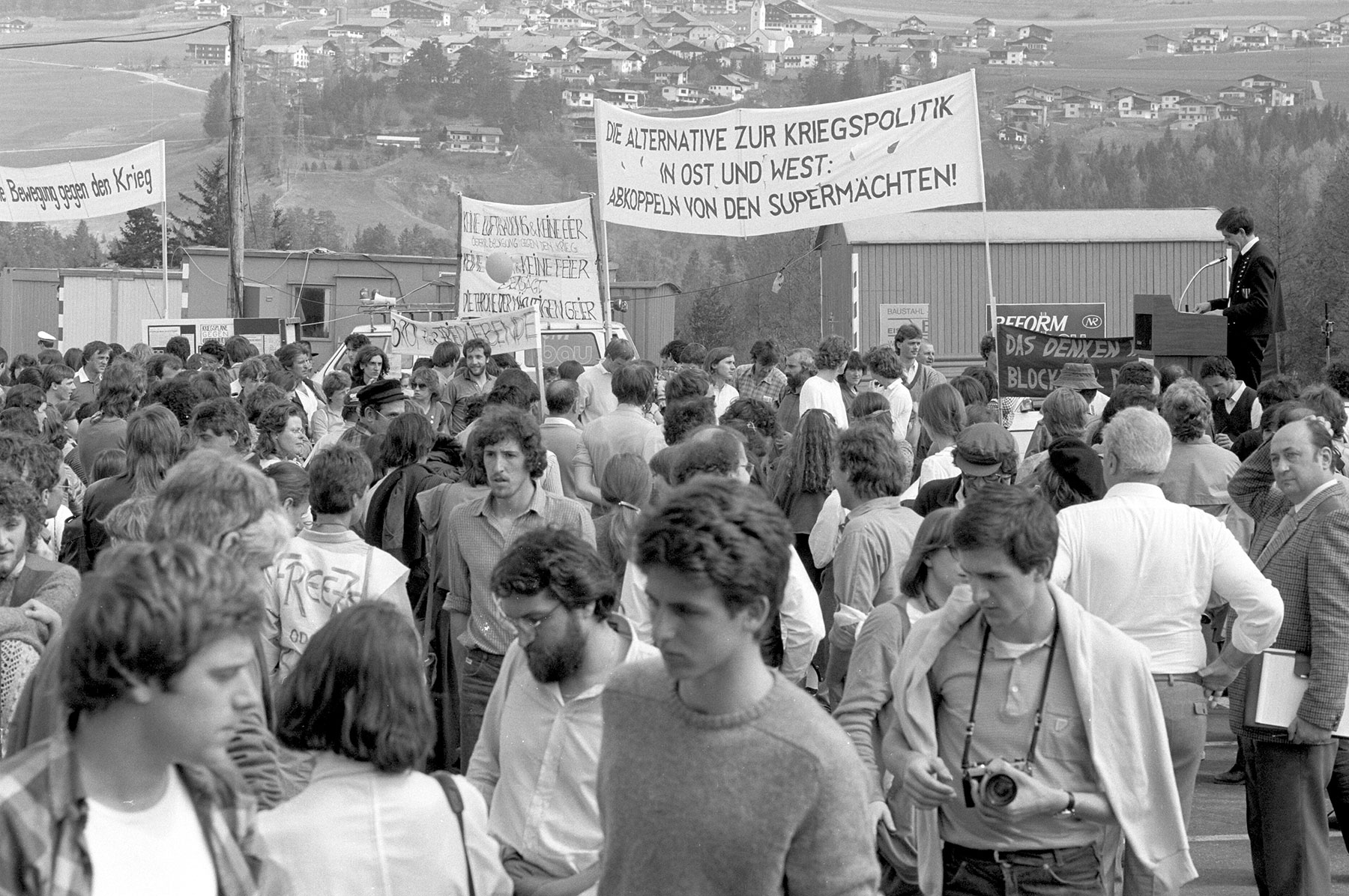
Europabrücke Begruessung
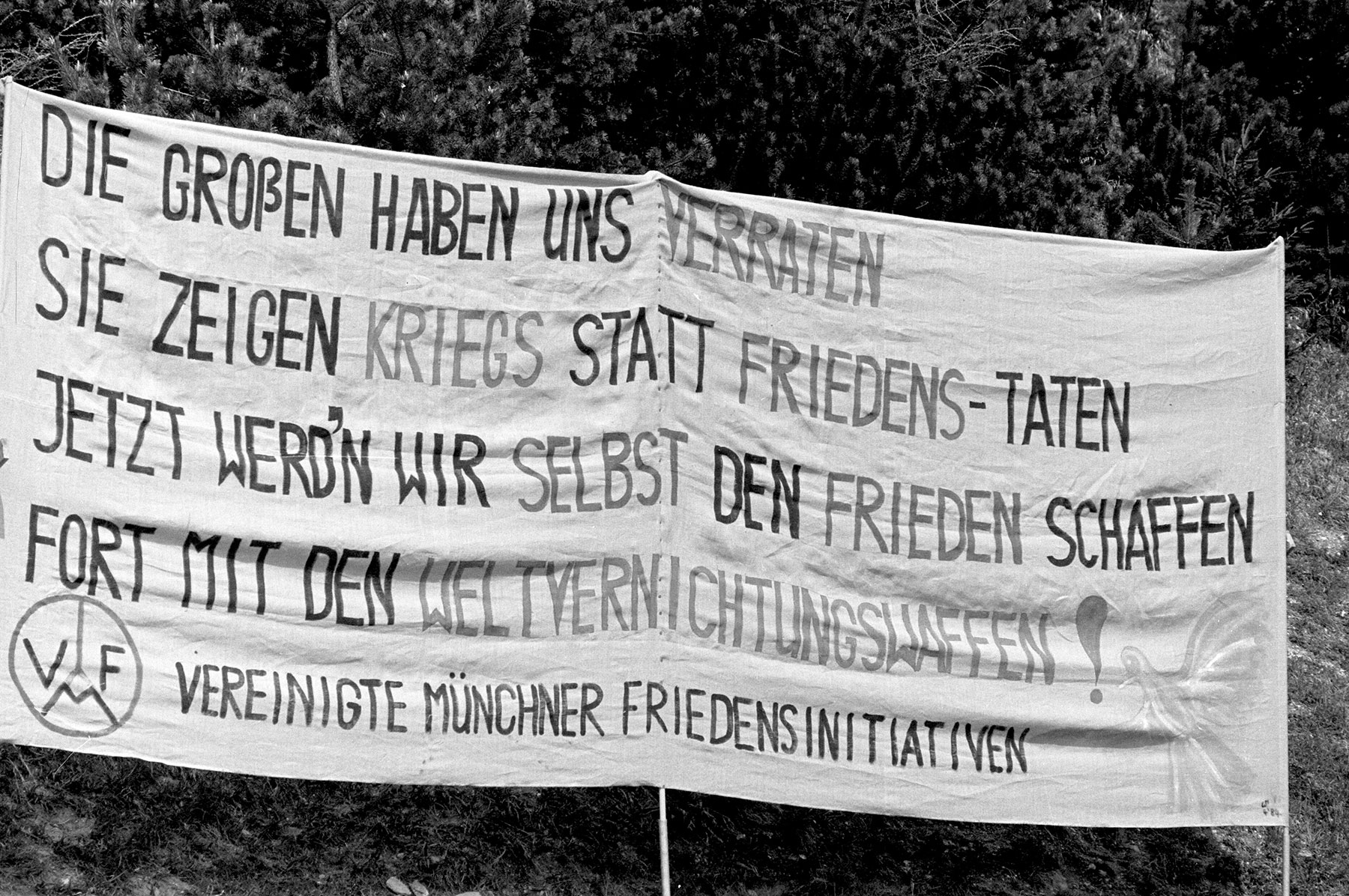
Europabrücke Transparent
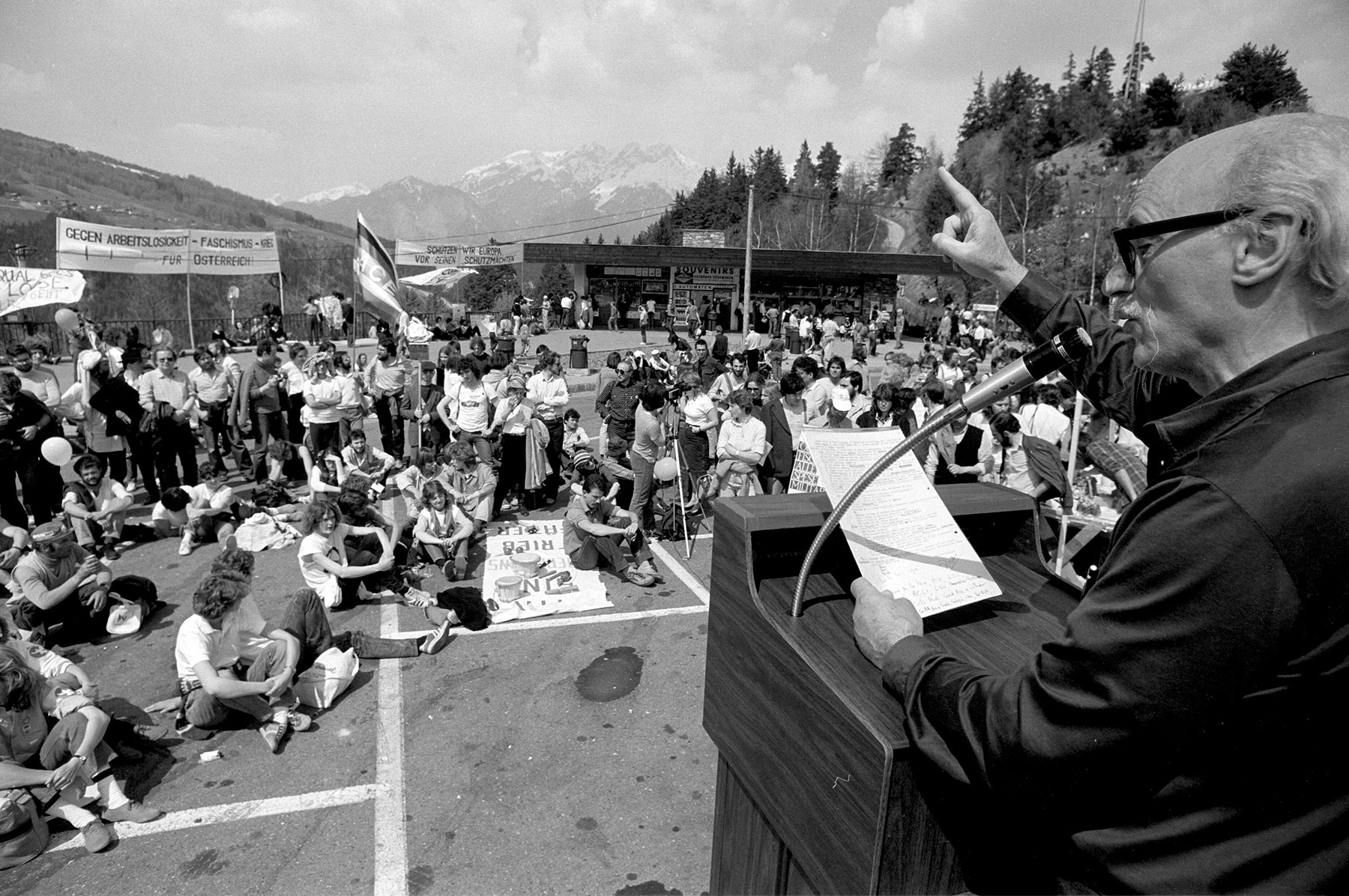
Europabrücke Ansprache
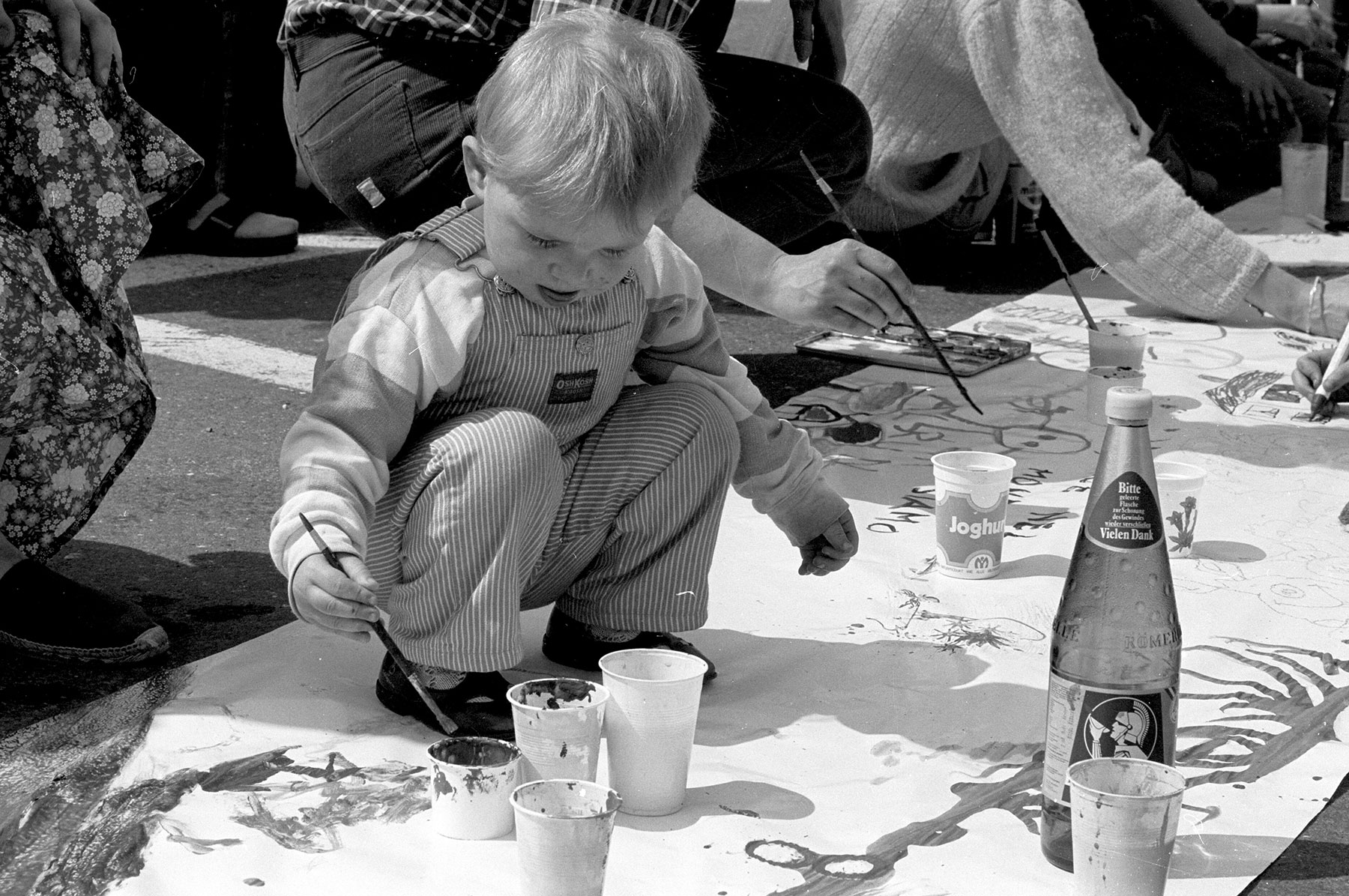
Europabrücke Malen
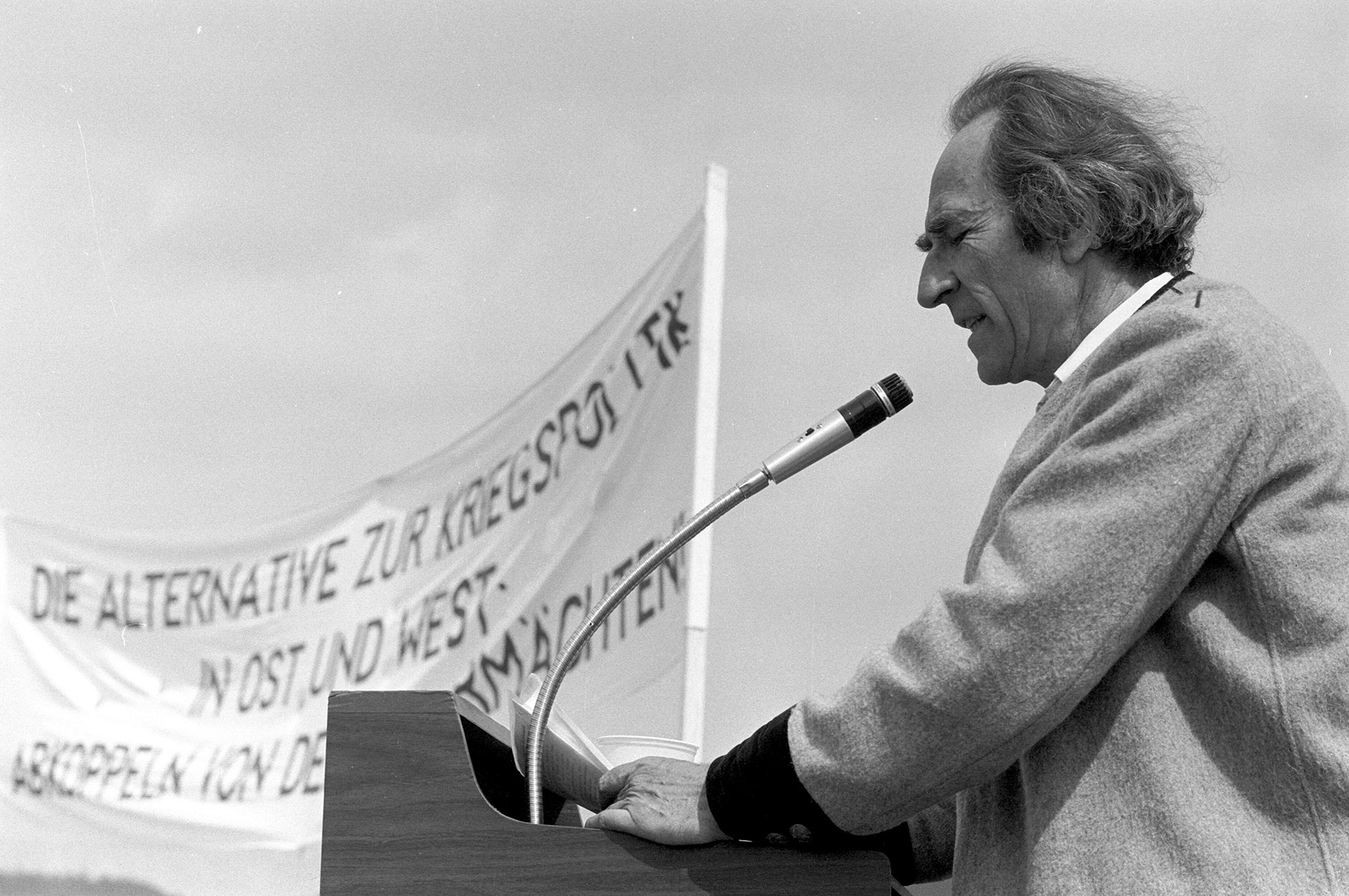
Europabrücke Ansprache deut. Gast
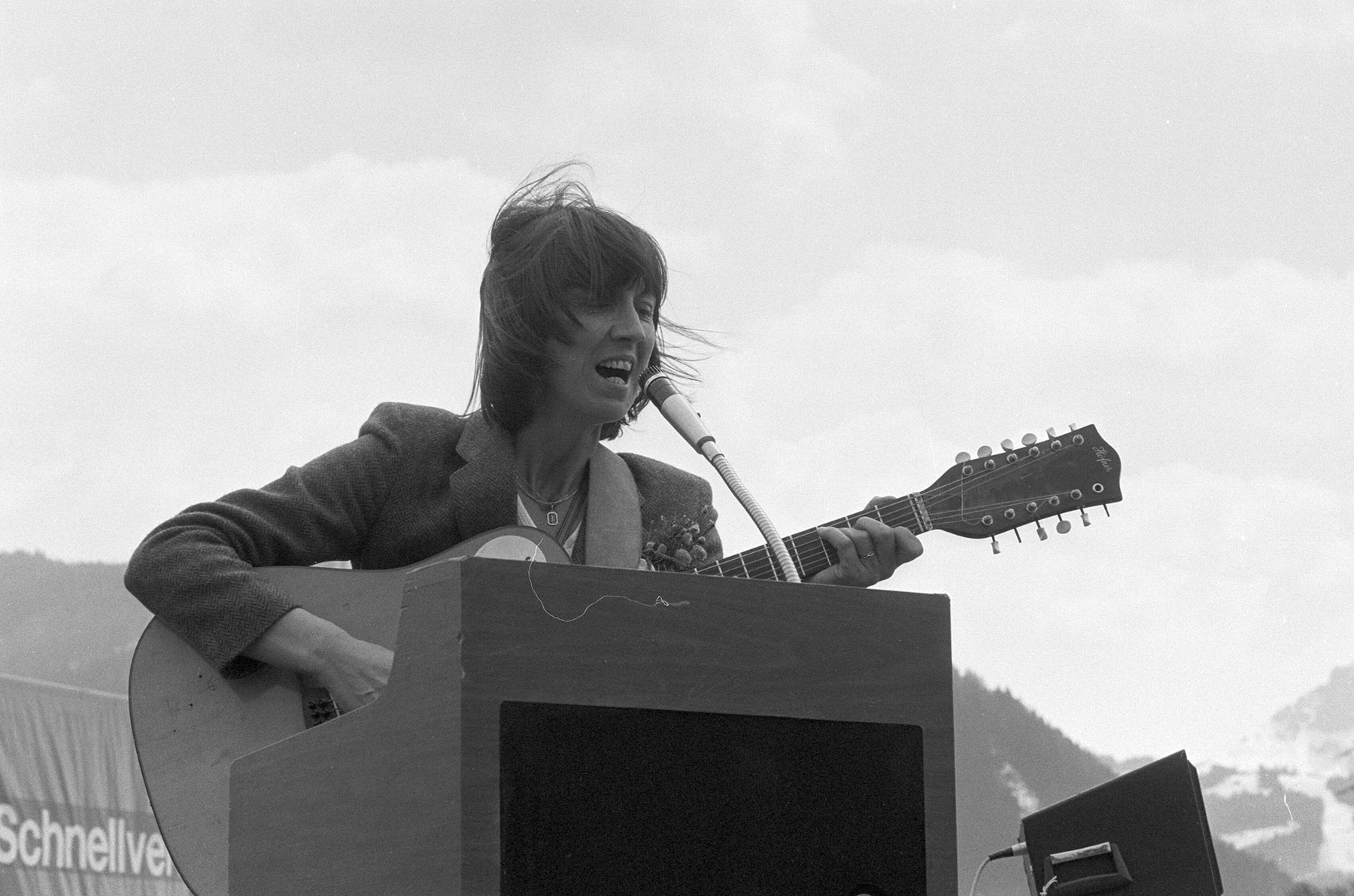
Europabrücke Irmtraut Mair – FFF Bozen
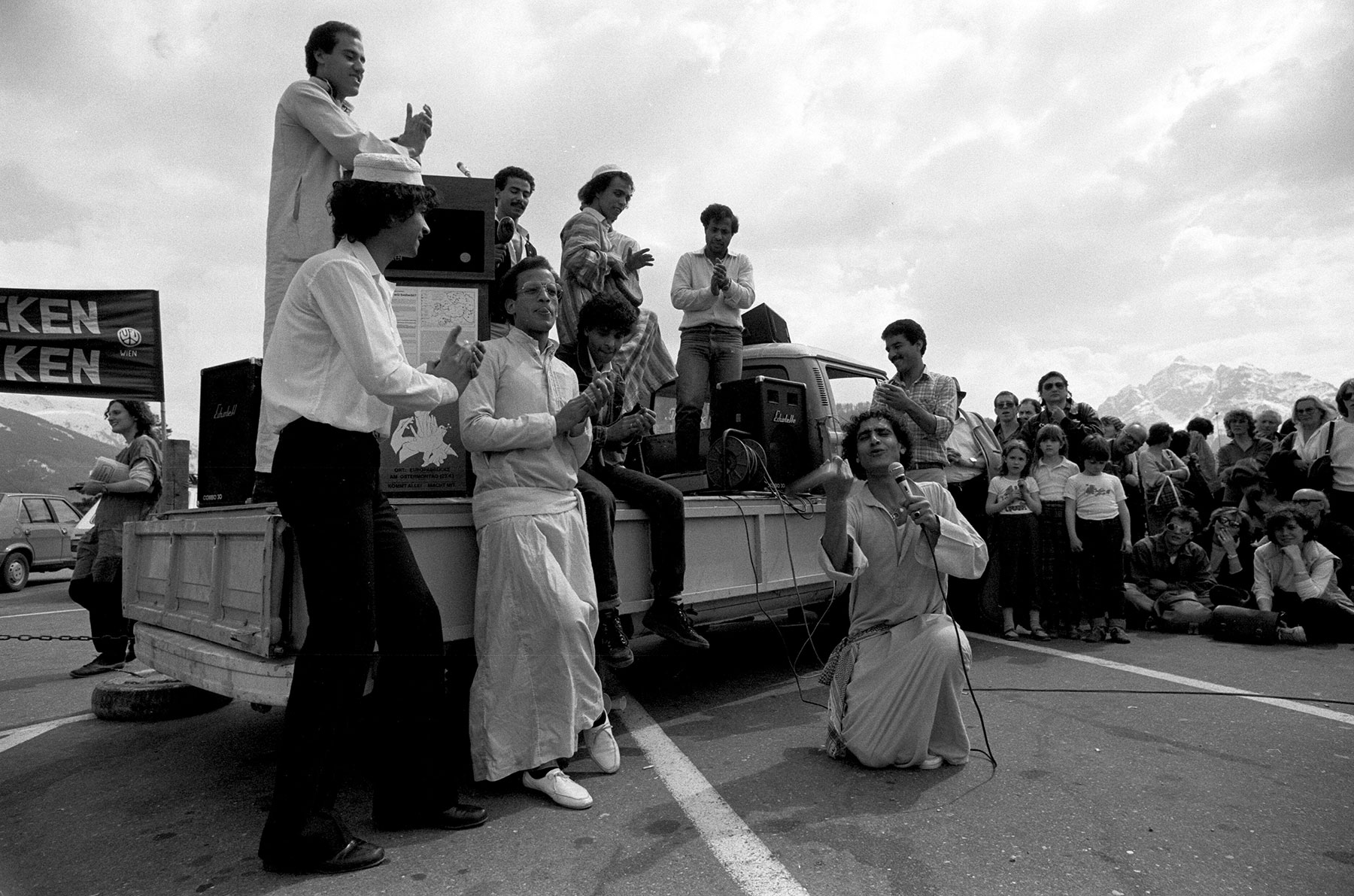
Europabrücke Musik
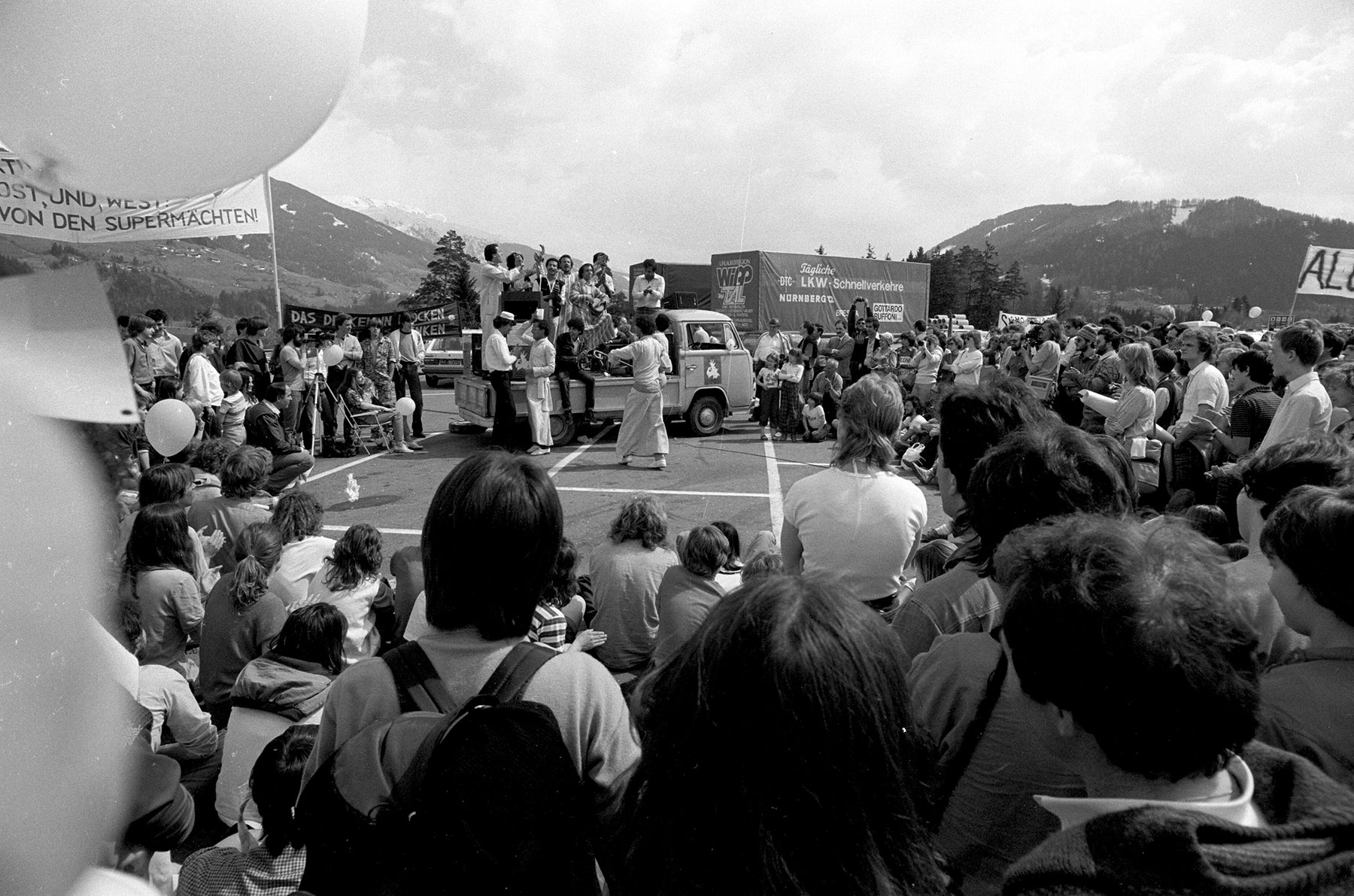
Europabrücke Musik
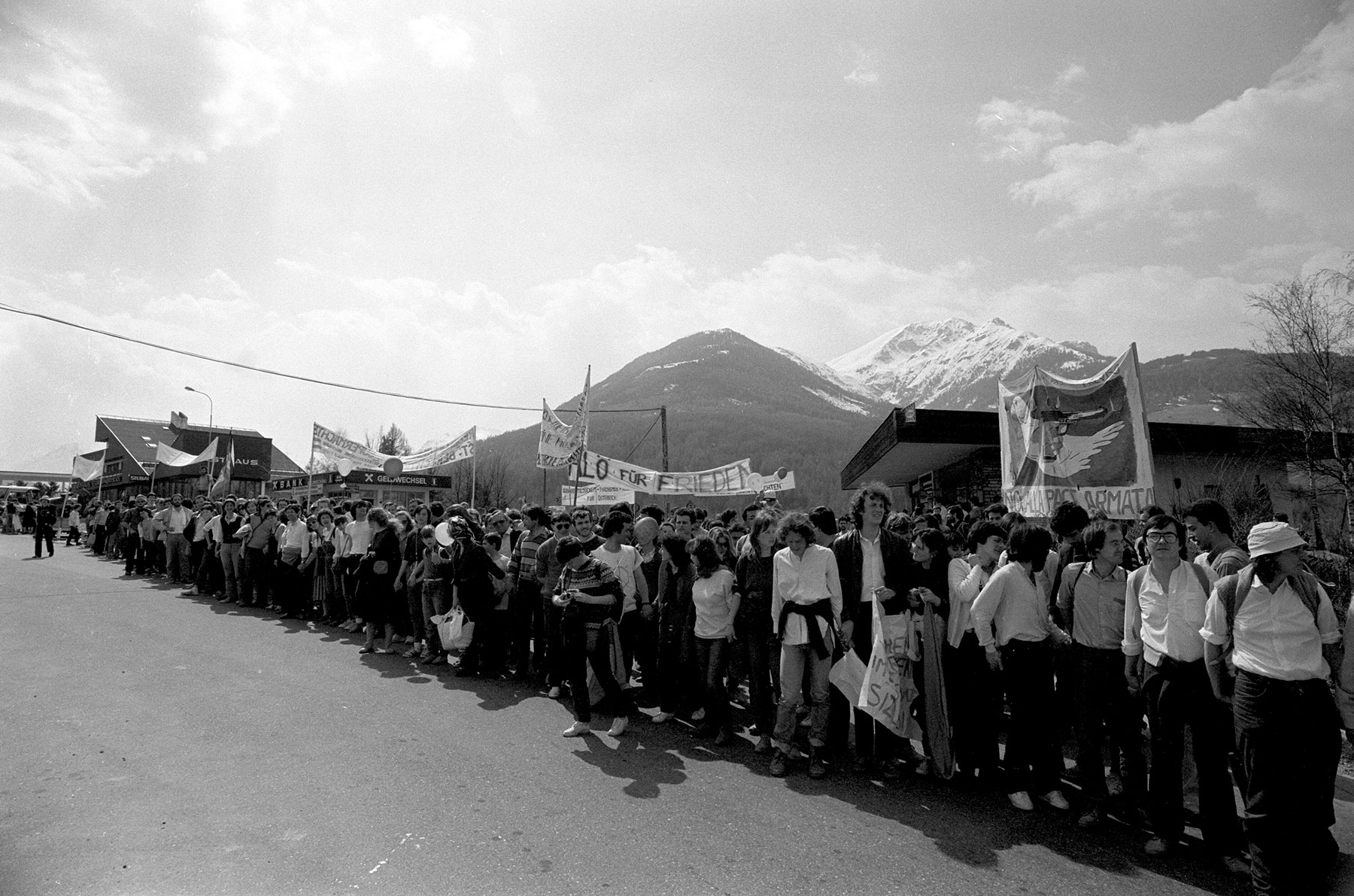
Europabrücke Aufstellung
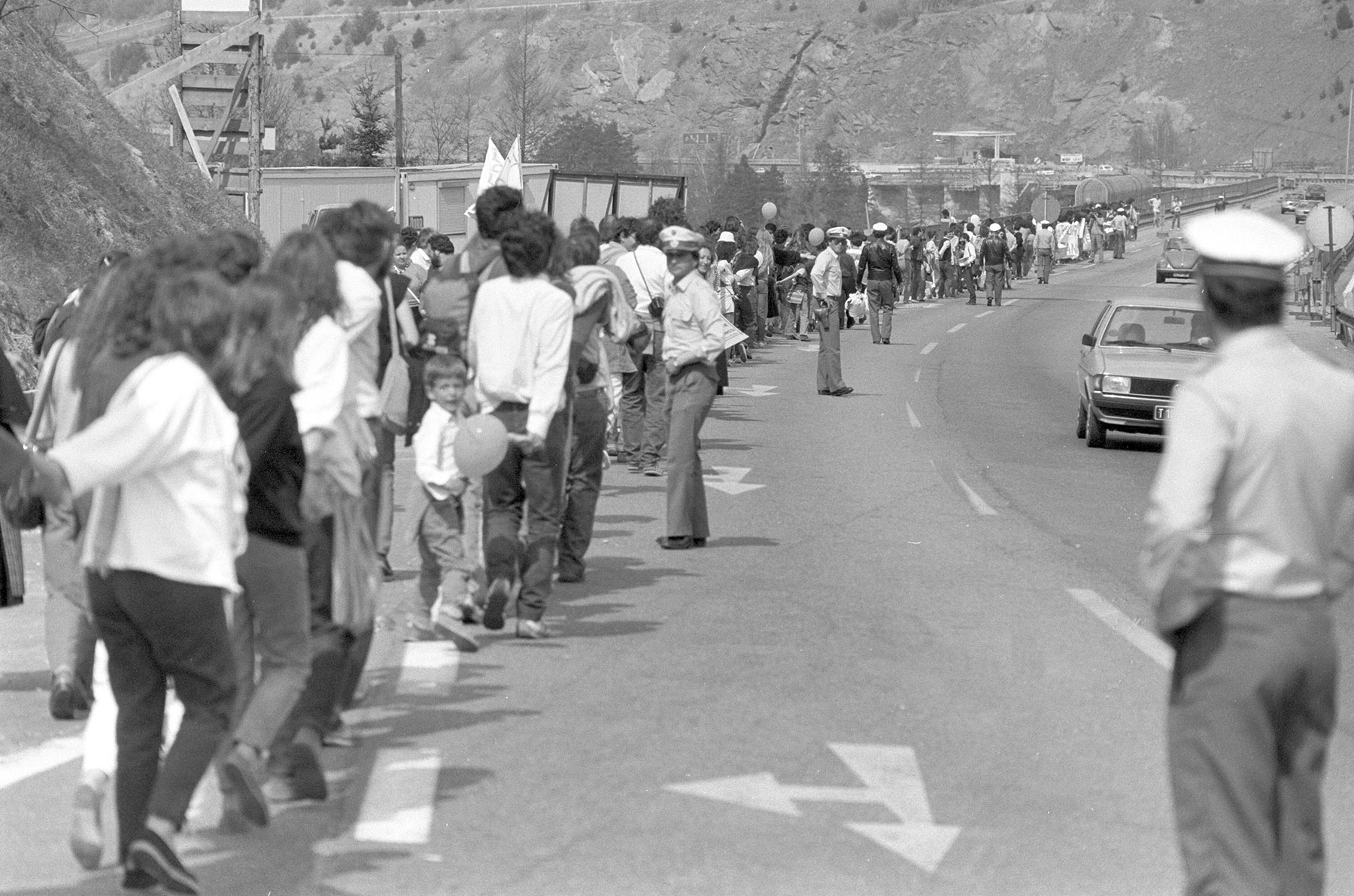
Europabrücke Menschenkette
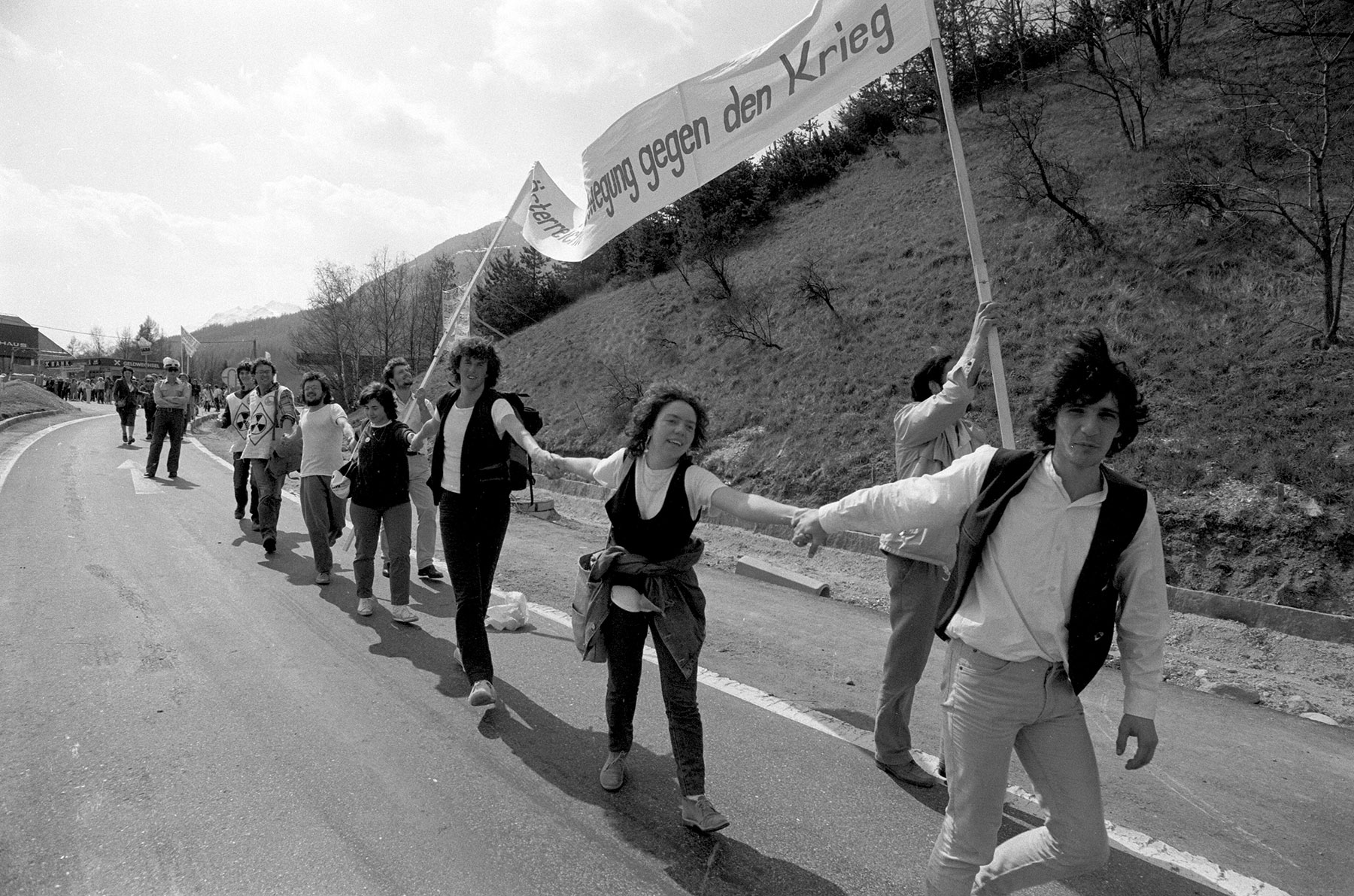
Europabrücke Menschenkette
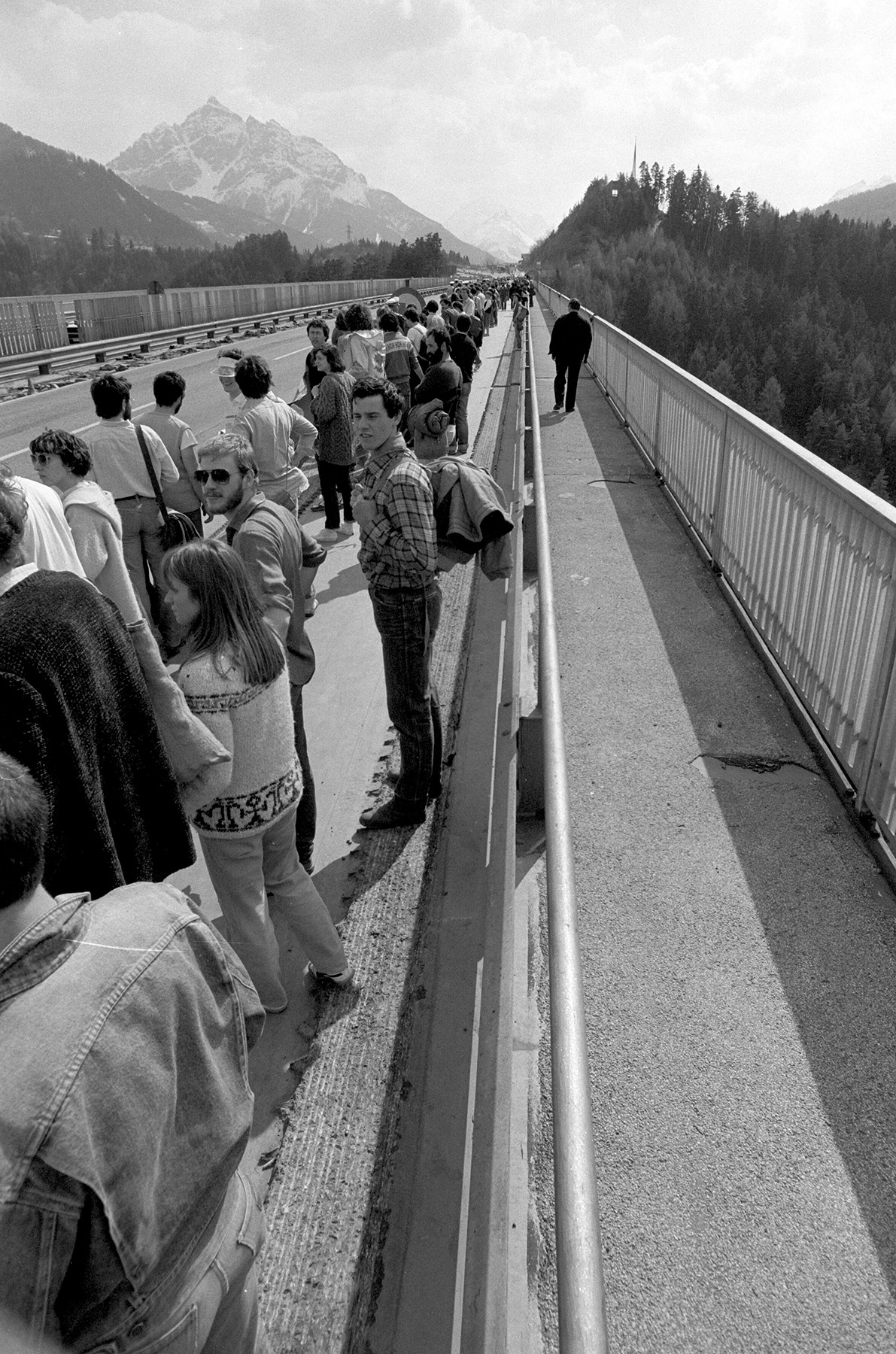
Europabrücke Menschenkette

17.–21. Juli 1984: Organisierung eines Workshops bei der 3. "END-Konferenz in Perugia (Italien).
1.–4. November 1984: „1. Alpe-Adria-Friedenscamp“ mit ca. 50 Teilnehmern aus Slowenien, Österreich, Italien, der Schweiz, Deutschland und vom Ungarischen Friedensrat in Srednji vrh bei Kranjska Gora (Slowenien). Neben Diskussionen zu den Themen atomwaffenfreie Zonen, Minderheitenprobleme und Solidarität mit Nicaragua fand auch ein Friedensmarsch ins „Niemandsland“ an der jugoslawisch-italienischen Grenze statt. Diese Zusammenarbeit führte zu weiteren „Alpe-Adria-Friedenscamps“ (das 2. fand vom 1.–3. November 1985 in Rechberg bei Eisenkappel in Südkärnten statt, das 3. am 1./2. Mai 1987 in Triest). Ein Produkt der Vernetzung zwischen Friedens- und Alternativgruppen in Kärnten, Friaul-Julisch-Venetien und Slowenien war die Zeitschrift „alpe adria“, die im Mai 1986 erstmals erschien.

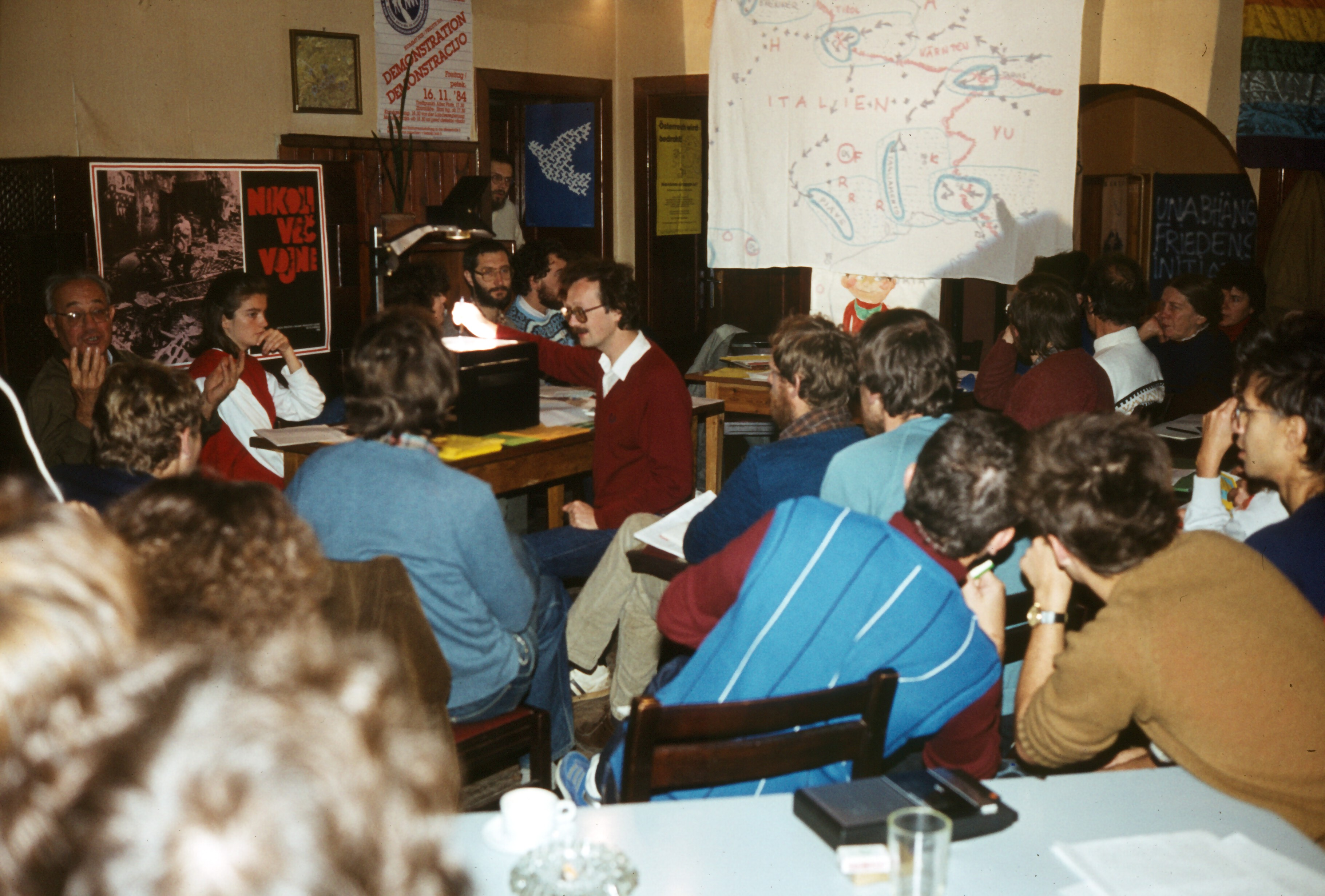
Workshop
Workshop
Friedensmarsch
Friedensmarsch
Friedensmarsch
An der Grenze

Weitere Aktivitäten der ARGE UFI mit internationaler Beteiligung (daneben gab es selbstverständlich eine Reihe rein österreichischer Aktivitäten wie z. B. die Beteiligung an Aktionen gegen den Ankauf von Abfangjägern):
24.–27. Mai 1985: Friedenscamp in Laterns bei Rankweil (Vorarlberg) mit ca. 20 Teilnehmern aus Österreich, der Schweiz, Finnland und Frankreich zum Thema „Neutralität“.
1. März 1986: Mahnwache der UFI Wien vor der spanischen Botschaft (mit Überreichung eines Briefs) als Ausdruck der Solidarität mit der spanischen Friedensbewegung vor dem NATO-Referendum (das schließlich leider mit einem „Ja“ zur NATO-Mitgliedschaft endete).
August 1986: „Friedens-Radtour“ entlang der Donau von Budapest nach München mit ungarischen unabhängigen Friedensaktivisten.
24.–28. September 1986: Mit-Vorbereitung der von einigen NGOs organisierten „Anti-Atom-International“-Konferenz in Wien (Gestaltung eines Forums zum Thema „zivile und militärische Nutzung der Atomenergie“).
Die letzte große Aktivität der ARGE UFI in Wien – teilweise in einer Aktionseinheit mit anderen, vorwiegend katholischen Gruppen – war eine Serie von Veranstaltungen anlässlich des Beginns der 3. KSZE-Nachfolgekonferenz in Wien am 4. November 1986. Dazu gehörten u. a.
- die Mitarbeit (vor allem in Form der Redaktion durch Georg Breuer) am Memorandum „Das Helsinki-Abkommen mit wirklichem Leben erfüllen“, das vom „Europäischen Netzwerk für den Ost-West-Dialog“ am 3. November 1986 in Wien vorgestellt wurde;
- ein Friedenscamp (ca. 70 Teilnehmer aus 8 Ländern) in Wien vom 1.–3. November mit Workshops zu den Themen Menschenrechte, grenzüberschreitende ökologische Zusammenarbeit und Abrüstung sowie einem Fest im „Ensemble-Theater“ und einer Podiumsdiskussion über „Entspannung von unten“ mit Dieter Esche (Die Grünen, BRD), Heinz Gärtner (Österreichisches Institut für Internationale Politik, Laxenburg), Tomaz Mastnak (Gruppe für Friedenskultur, Ljubljana), Jane Mayes (Campaign for Nuclear Disarmament CND, Großbritannien), Jiri Pelikan („Listy“-Gruppe, CSSR/Italien) und Eva Quistorp (Frauen für den Frieden Berlin), deren Ergebnisse auch in einer Broschüre publiziert wurden;
- eine Kundgebung mit dem Titel „KSZE: Handelt endlich!“ am 3. November 1986 mit Straßentheater-Aktion („Verhandlungsrunde“) auf dem Stephansplatz, Fackelzug über Graben und Kohlmarkt zum Josefsplatz und Reden von Erika Weinzierl (Österreich), Yuri Medvedkov („Trust Group“, Moskau/USA) und Wim Bartels (IKV, Niederlande), mit ca. 700 Teilnehmern.

Bis Frühjahr 1987 fanden von der UFI Wien bzw. der Arbeitsgemeinschaft „Aktivitäten zur KSZE“ (Kontaktpersonen waren Georg Breuer und Johannes Wancata/Katholische Jugend) kleinere Veranstaltungen und Diskussionen statt, am 5. Mai 1987 gab es das letzte öffentliche Auftreten vor dem „Austria Center Vienna“, in das die KSZE von der Hofburg umgezogen war. Bei einer Kundgebung unter dem Motto „KSZE: Neues Haus – neue Ideen?“ wurden 3 Forderungen gestellt: Abbau der Mittelstreckenraketen, aktives Eintreten Österreichs für den Ausstieg aus der Atomenergie und Anerkennung des vollen Rechts auf Wehrdienstverweigerung im Schlussdokument der Wiener Nachfolgekonferenz.
Die UFI Vorarlberg bestand noch bis etwa 1989/90 und veranstaltete am 2. April 1988 einen „Internationalen Bodensee-Ostermarsch für Frieden und Umwelt“ in Bregenz, an dem sich rund 3.000 Menschen aus Österreich, der Schweiz, Deutschland und Italien beteiligten.
In den Unterlagen zu den KSZE-Aktivitäten 1986 definierte sich die ARGE UFI als „unabhängig von Blöcken und Parteien“. Doch ab 1986 schloss sich ein großer Teil der Aktivisten der Grünen Alternative bzw. der Grünen Bildungswerkstatt an und fand dort eine neue „politische Heimat“.
Der Abbau der Mittelstreckenraketen in Europa Ende der 80er-Jahre („INF-Abkommen“ vom Dezember 1987) und die viele Forderungen der unabhängigen Friedens- und Menschenrechtsbewegung umsetzende Reformpolitik des neuen sowjetischen Staats- und Parteichefs Michail Gorbatschow ab 1985/86 (die im Jahr 1991 sogar zur Auflösung des Warschauer Paktes und zum Abzug aller sowjetischen Truppen aus Ostmitteleuropa führen sollte) trugen dazu bei, dass die ARGE UFI letztlich ihre Tätigkeit einstellte, weil einige ihrer Ziele erreicht worden waren (bzw. Ende der 80er-Jahre erreicht zu sein schienen).